# 皇位継承

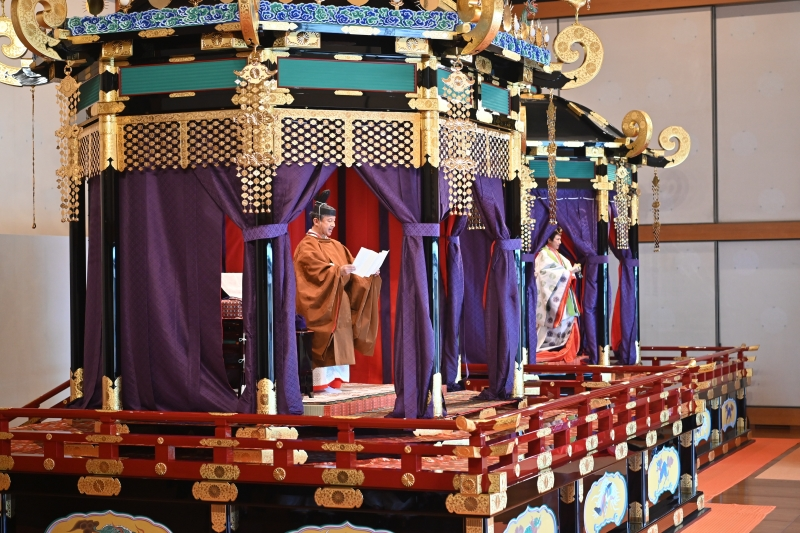
第126代天皇 今上天皇
即位礼正殿の儀
2019年（令和元年）10月22日。

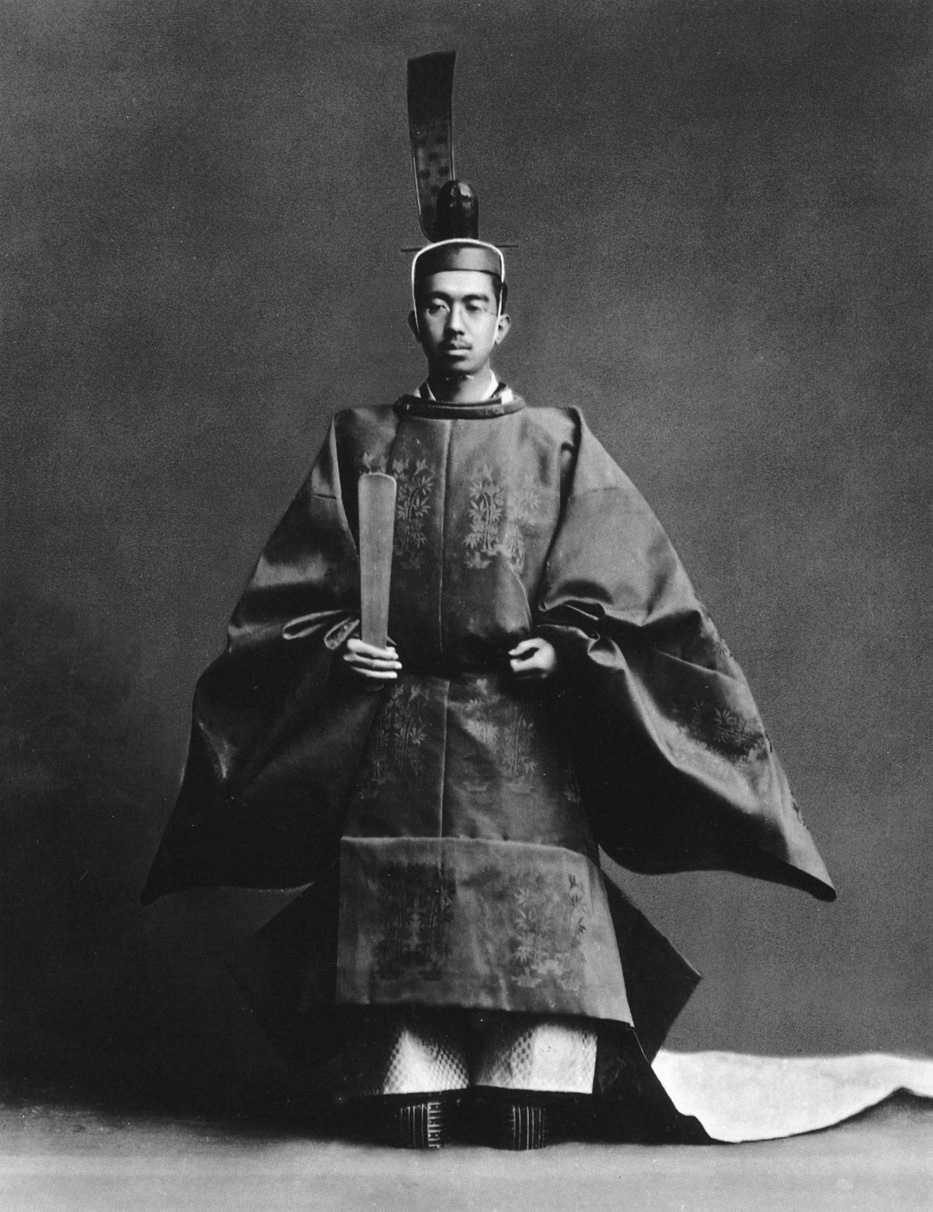
即位の礼に臨む昭和天皇
1928年（昭和3年）11月。

皇位継承（こういけいしょう）とは、日本において皇位（天皇の位）を皇嗣（皇位継承順位第1位の者）が受け継ぐこと。諸外国における国王・皇帝の地位を継承を意味する王位継承（おういけいしょう）あるいは帝位継承（ていいけいしょう）とほぼ同義語である。大日本帝国憲法及び日本国憲法、旧皇室典範及び現行皇室典範で明文規定された。

## 現在の皇位継承

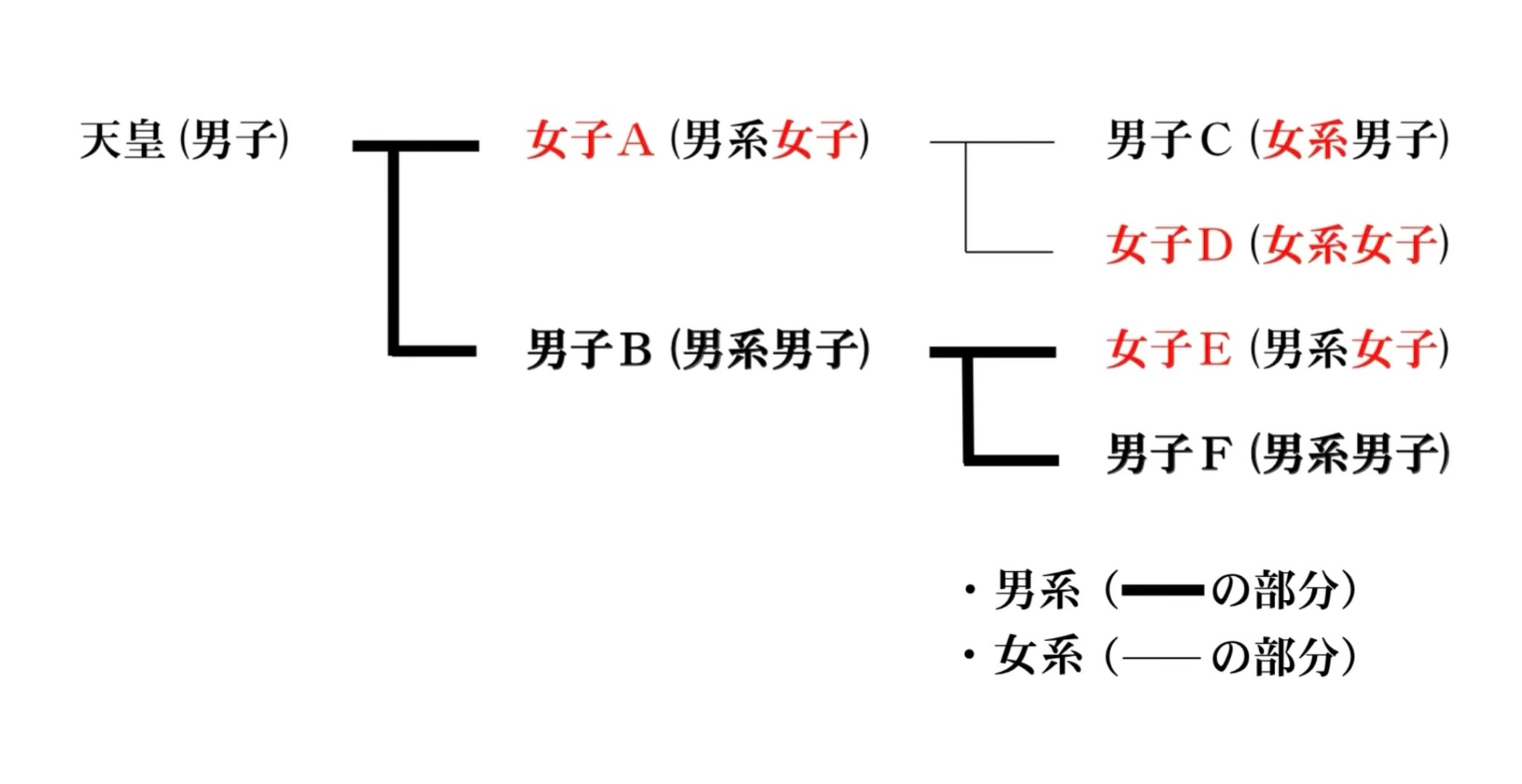
図における「男子B」と「男子F」が「皇統に属する男系の男子」である。

皇位継承は日本国憲法第2条に『皇位は、世襲のものであつて、国会の議決した皇室典範の定めるところにより、これを継承する』と規定されている。この解釈についてはさまざまな議論があるが詳しくは日本国憲法第2条を参照のこと。
江戸時代中期の光格天皇（閑院宮出身、第119代）以後は、徳仁（第126代）まで、全て皇統直系の男系男子により皇位継承が行われて現在に至っている。
近代に入り、明治天皇治世の1889年（明治22年）に「退位禁止（譲位禁止）」と「養子禁止」と「直系男子への皇位継承優先」について定めた旧皇室典範が制定された。
昭和時代、第二次世界大戦後の1947年（昭和22年）5月3日に施行された日本国憲法の下で皇室典範は再度制定されたが、「退位禁止（譲位禁止）」と「養子禁止」と「直系男子への皇位継承優先」とする基本性格は変更されず、更に「非嫡出子を皇族としない」規定が追加された。

## 皇位継承順位
皇位を継承する皇族の順位（順序）は皇室典範第2条に定められている。

### 現在の順位
| 順位  | 画像 | 皇位継承資格者 | 読み         | 読み     | 性別 | 生年月日                    | 現年齢 | 今の天皇から見た続柄       | 摂政就任順位 |                |                |          |      |                             |      |                        |       |
| ----- | ---- | -------------- | ------------ | -------- | ---- | --------------------------- | ------ | -------------------------- | ------------ | -------------- | -------------- | -------- | ---- | --------------------------- | ---- | ---------------------- | ----- |
| 順位  | 画像 | 皇位継承資格者 | 第1位        |          | 性別 | 生年月日                    | 現年齢 | 今の天皇から見た続柄       | 摂政就任順位 | 秋篠宮文仁親王 | あきしののみや | ふみひと | 男性 | 1965年11月30日 （昭和40年） | 59歳 | 弟 / 上皇明仁第2皇男子 | 第1位 |
| 第2位 |      | 悠仁親王       |              | ひさひと | 男性 | 2006年09月06日 （平成18年） | 18歳   | 甥 / 秋篠宮文仁親王第1男子 | 第2位        |                |                |          |      |                             |      |                        |       |
| 第3位 |      | 常陸宮正仁親王 | ひたちのみや | まさひと | 男性 | 1935年11月28日 （昭和10年） | 89歳   | 叔父 / 昭和天皇第2皇男子   | 第3位        |                |                |          |      |                             |      |                        |       |

## 皇位継承儀式
皇位継承の儀式の法制については、1909年制定の登極令（明治42年皇室令第1号）に基づいている。厳密には、同法例は占領期間中に廃止されており、成文法としての根拠はこの時になくなっているが、別途規定のないものは1947年の宮内省以命通牒（昭和22年5月3日宮内府長官官房文書課発第45号）により、以降も従前の例をほぼ踏襲する形で執り行っている。
以下の皇位継承儀式は、昭和天皇（第124代天皇）から皇太子明仁親王（第125代天皇→上皇明仁）の皇位継承に際する事跡である。

### 剣璽等承継の儀

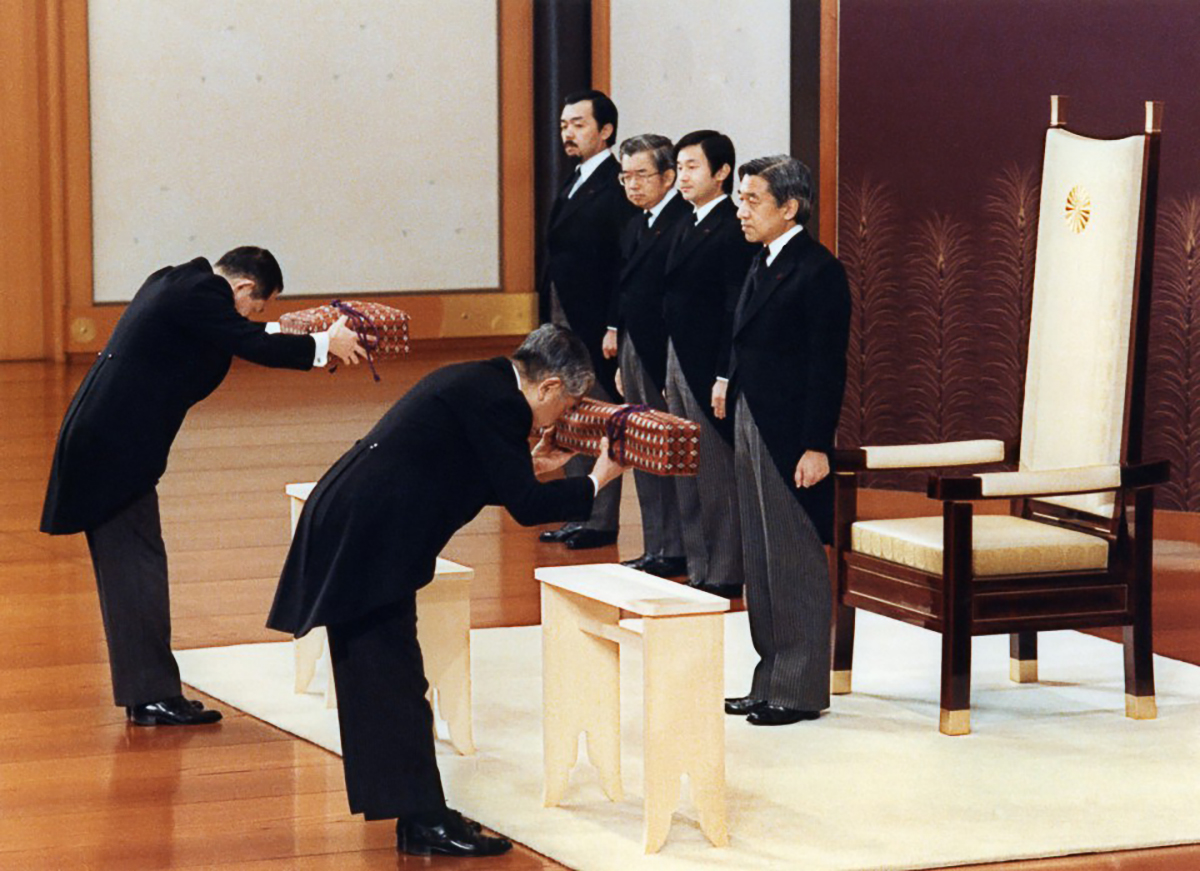
1989年（昭和64年）、剣璽等承継の儀

剣璽等承継の儀（けんじとうしょうけいのぎ）とは、旧登極令（明治42年皇室令第1号、昭和22年廃止・失効）附式の、第一編 践祚ノ式にある剣璽渡御ノ儀（けんじとぎょのぎ）にあたる国事行為たる儀式である。剣とは天叢雲剣を指し、璽は八尺瓊勾玉を示している。
これは皇位の証として伝承される三種の神器のうち、剣と璽を大行天皇（追号が定められるまでの崩御した先代天皇の呼称）から承継するもので、剣については宮中にある天叢雲剣の複製品を用い、神璽は本物とされる八尺瓊勾玉を用いる。同時に国璽と御璽の承継も行われる。
1989年（昭和64年）1月7日、皇太子明仁親王の皇位継承に際しては、昭和天皇崩御直後、同日午前10時1分より皇居正殿松の間で執り行われた。国民代表として、内閣総理大臣（当時：竹下登）、最高裁判所長官（当時：矢口洪一）、衆議院・参議院両院議長（当時：原健三郎、土屋義彦）の、行政・司法・立法の三権の長、全閣僚（当時：竹下改造内閣）などが参列した。天皇は藤森昭一宮内庁長官（当時）らに先導され、男性皇族を従え、松の間に出御し、参列者に向かい合う形で正面の席に着き、剣璽及び国璽・御璽を侍従が天皇の前にある机に置く短時間の儀式が執り行われた。

### 皇霊殿神殿に奉告の儀
皇霊殿神殿に奉告の儀（こうれいでんしんでんにほうこくのぎ）とは、先祖代々の皇霊を奉る皇霊殿、及び天神地祇を奉る神殿において、「新天皇の践祚」を奉告する儀式である。「剣璽等承継の儀」が執り行われているほぼ同時刻に、宮中三殿に於いて掌典長が「新天皇の践祚」を奉告する。

### 賢所の儀
賢所の儀（かしこどころのぎ）とは、賢所（けんしょ・かしこどころ）に御神体として奉られている神器、八咫鏡の承継儀式である。平成元年（1989年）1月9日、昭和天皇の崩御から2日後に、掌典長により宮中三殿で執り行われた。八咫鏡は宮中に鎮座している複製品である。
この儀式によって、皇位の証である三種の神器を継承した天皇が、正統な皇位継承者となるというのが現在の考え方である。
なお、過去には継承の儀を執り行うことが出来なかった天皇が存在する（南北朝分裂期の北朝の天皇など）。

### 即位後朝見の儀

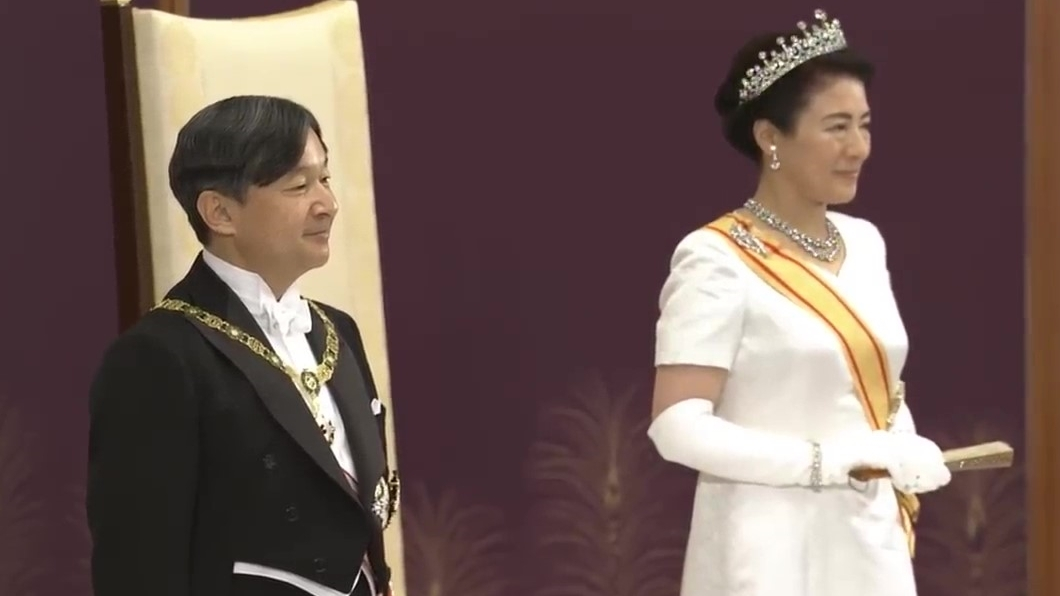
2019年(令和元年)、即位後朝見の儀

即位後朝見の儀（そくいごちょうけんのぎ）とは、即位（践祚）した新天皇が初めて首相らに言葉を述べる国事行為たる儀式である。平成元年（1989年）1月9日に、皇居正殿松の間で365人の参列者のもと執り行われた。

### 大嘗祭・大嘗宮の儀

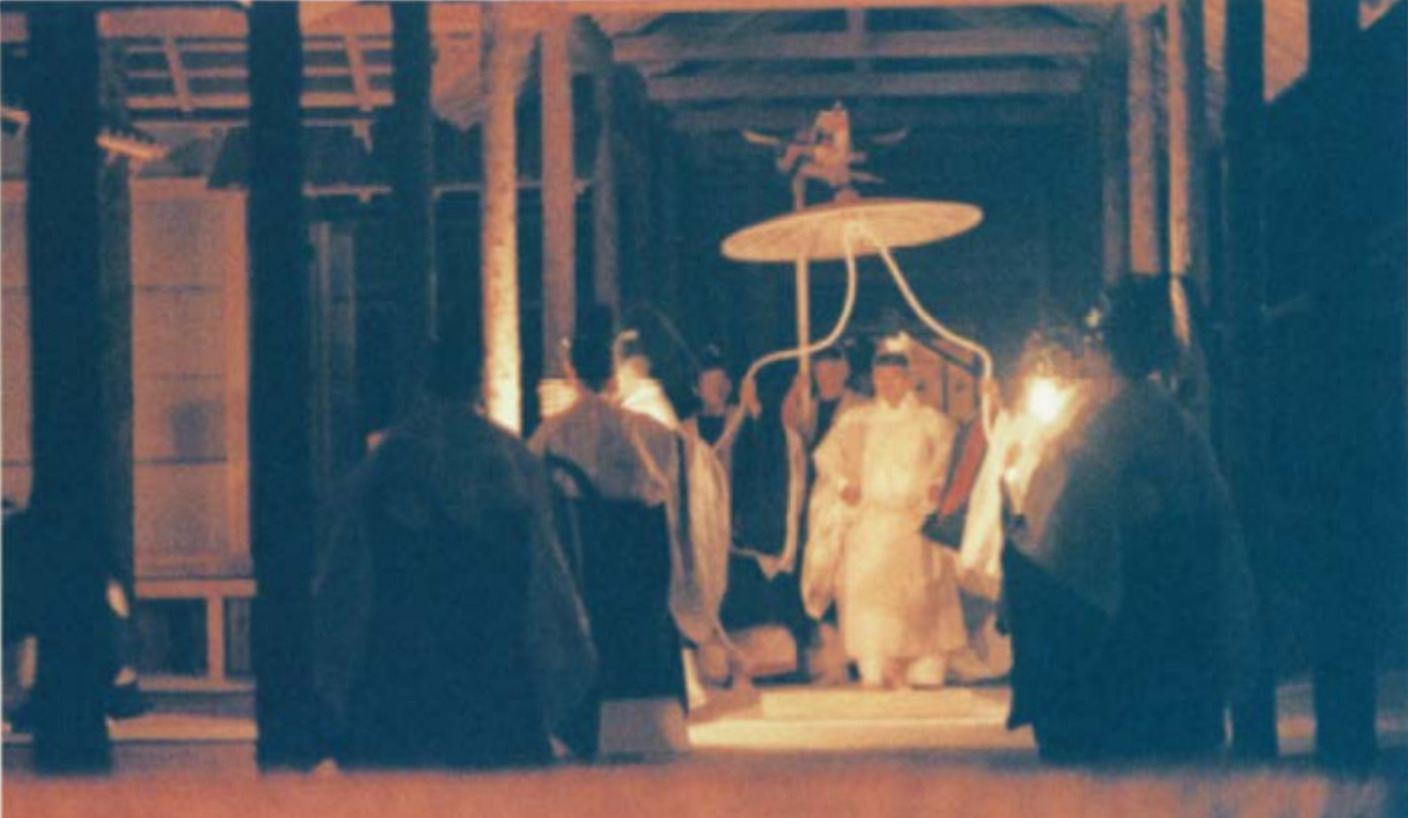
1990年(平成2年)、大嘗祭

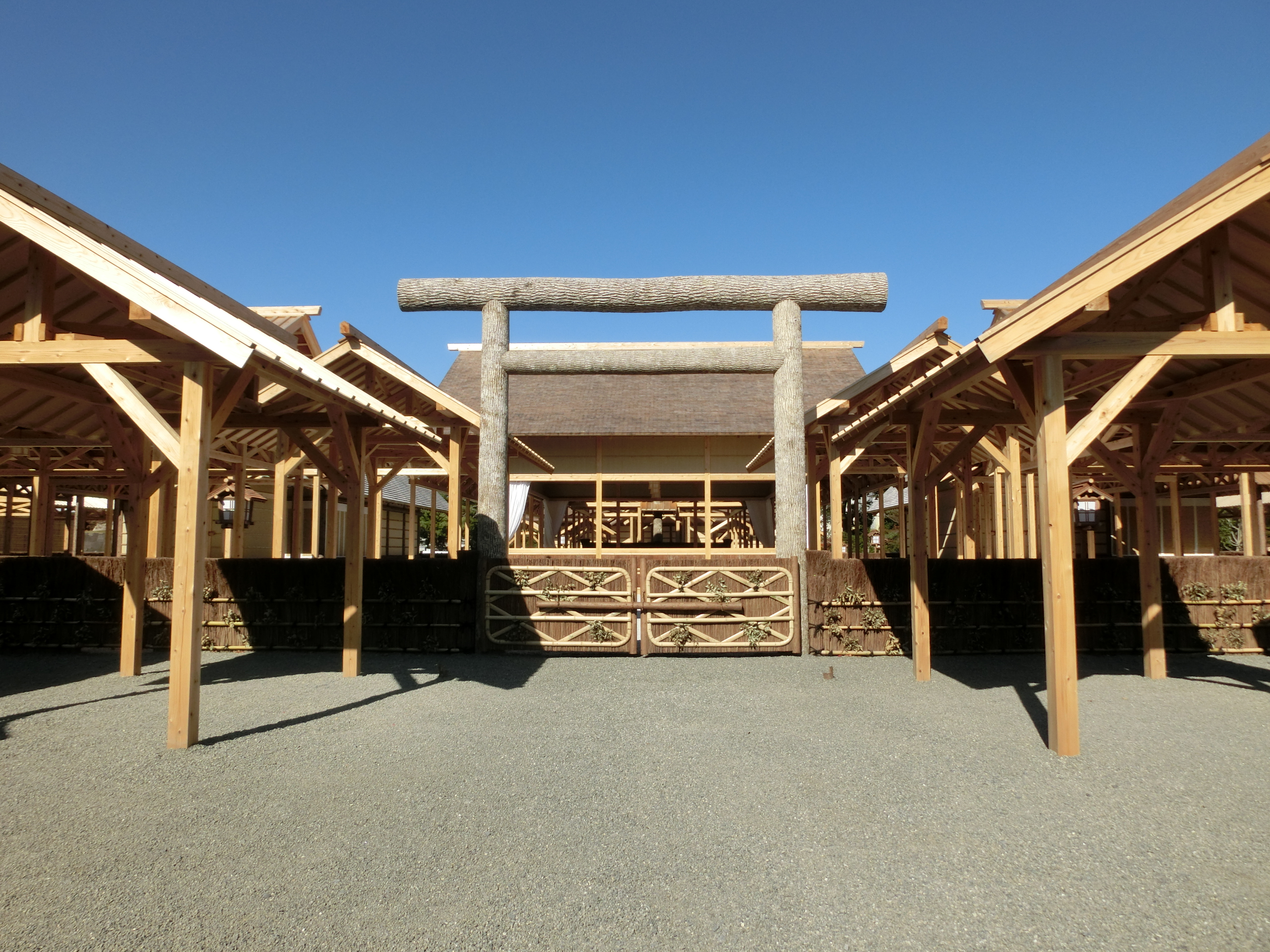
令和の大嘗宮

1年の諒闇、喪が明けて最初の新嘗祭たる大嘗祭（だいじょうさい）が、即位の翌年に執り行われる。11月卯の日（4番目の日）に4日間に渡って執り行われ、皇位継承に伴う儀式はこれをもって最後とする。
1990年（平成2年）11月23日に、大嘗宮の儀（だいじょうきゅうのぎ）が執り行われた。
なお、継承された神器（天叢雲剣及び八咫鏡）は複製品であるので、時機を見て本物が奉られている伊勢神宮と熱田神宮へ即位奉告を行うことになる。特に皇祖神である天照大御神の奉られている伊勢神宮への奉告は早期に執り行われる事になる。

## 皇位継承儀礼の変遷

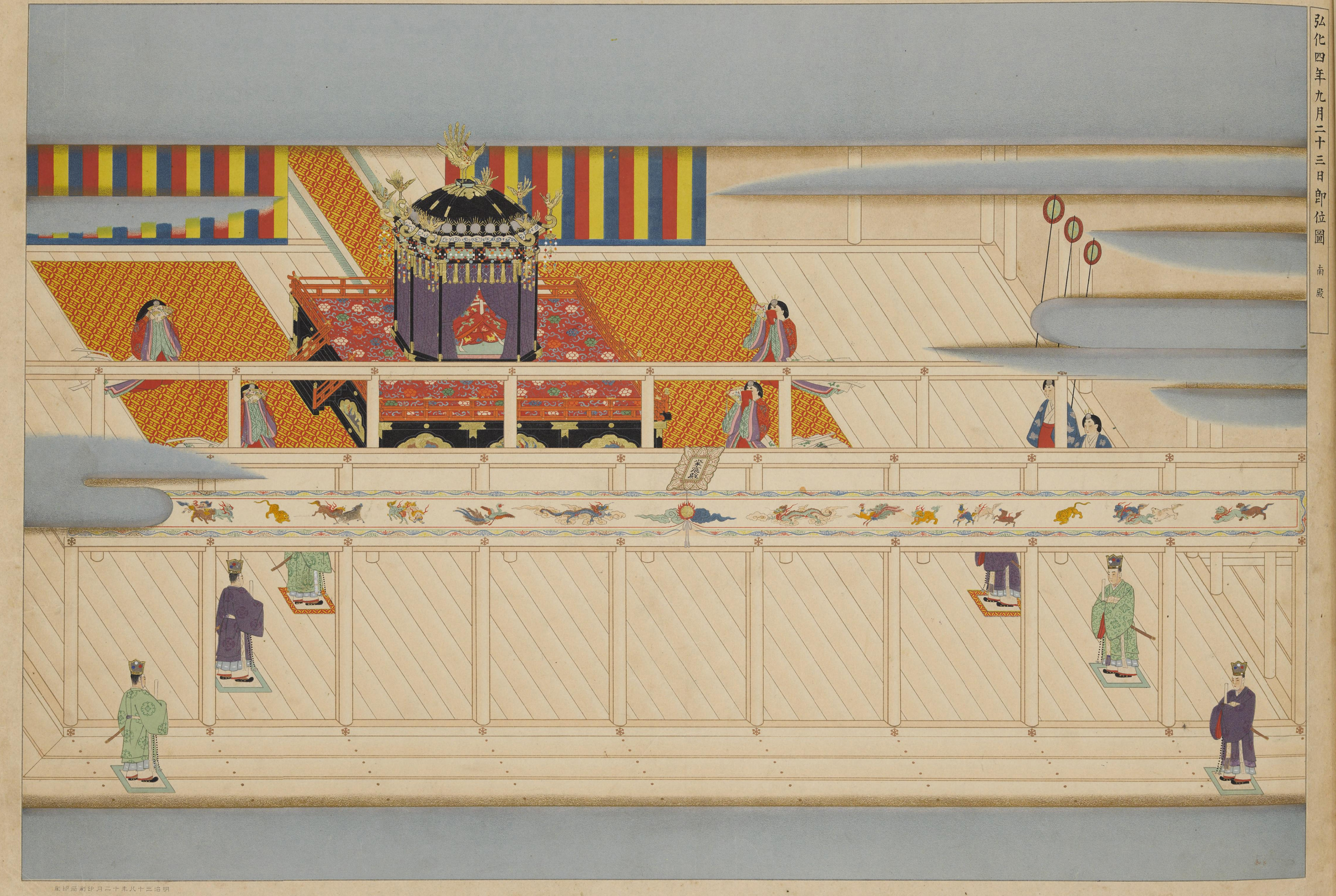
第121代孝明天皇の即位礼
弘化4年、於 平安宮（京都御所）

皇位継承儀式の淵源は古く古墳時代において古墳において行われた首長霊（天皇霊）継承儀式だという説が近年、考古学から提言されている。その継承儀式は大嘗祭との関連も含めて現在も未だ様々な説が呈されている状況である 。
天皇が皇位を継承するにあたって執り行われる行事は数多いが、特に重要であるとして現代に続く行事として、即位の礼の中心儀式で天皇が高御座に上って皇位継承を内外に宣明する「即位礼正殿の儀（←即位礼紫宸殿の儀）」と、歴代の天皇霊を受け継ぐ神道祭祀である「大嘗祭」とが挙げられる。皇室の始原が語られる記紀神話においては、大嘗祭は天岩戸伝説に、即位礼は高千穂峰への天孫降臨にそれぞれ比定されるとの説がある。
記紀の記述によると、古代において、即位礼は正月に行われた記録が多い。これは推古天皇の時代に中国大陸から暦の知識が輸入されるとともに、中国大陸の例に倣って正月即位の形が恒例化されるとともに、それ以前の即位礼もそれにあてはめ、その多くが正月の日付を与えられたのではないかとされる。
一方、大嘗祭は天皇が大嘗宮にこもり、天孫降臨時のニニギノミコトを模すことによってニニギノミコトが天照大神から受けた霊威を新たに得ることであり、元は冬至の頃（太陽太陰暦では11月頃）に行われる忌籠りの祭祀であったとされる。
古代における両儀式の次第が詳細に記録されているのは、朱鳥4年（689年）の持統天皇の皇位継承に関する記述である。この時の一連の儀礼は、次の手順で行われた。
- 正月1日、石上麻呂が大盾を樹て、神祇伯の中臣大島が天神寿詞を読み、忌部色夫知が神器の天叢雲剣と八咫鏡を奉った。公卿百寮は羅列して八開手を打って拝礼した。翌2日、元旦朝賀と同様の拝賀が行われた。中国風の儀式を取り入れ、焼香を行い、公卿百寮が拝礼し、万歳を奉唱した。
- 翌朱鳥5年11月24日、大嘗祭が行われた。この日は冬至にあたった。25日、中臣大島は再び天神寿詞を再び詠んだ。28日、饗宴が行われた。

即位礼と大嘗祭とで天神寿詞が二度読まれたことから、古来は大嘗祭の翌日に即位礼が行われており、時代が下るにつれて即位礼が正月に移動したのではないか、とされる。これらから、陽光（天照大神）が弱まった冬至の日に天皇が忌籠り大嘗祭を行い、翌日大神の霊威を得て「ハレ」の状態となった新帝が即位礼を行うのが本来の形であったと思われる。
その後、平城天皇の時から、先帝が位を退くと同時に直ちに新帝が践祚し、神器を受け継ぐことになった（践祚・即位の分離）。

## 大日本帝国憲法下の皇位継承
皇位の継承について大日本帝国憲法第2条で「皇位ハ皇室典範ノ定ムル所ニ依リ皇男子孫之ヲ繼承ス」とあり、旧皇室典範第一章に皇位継承順位、第二章に践祚即位について規定されていた。皇室典範第1条では「大日本國皇位ハ祖宗ノ皇統ニシテ男系ノ男子之ヲ繼承ス」と記されている。
皇位継承の儀式については、皇室典範を根拠とし、皇室典範に属する法体系、いわゆる「宮務法」として公布された皇室令のひとつ、登極令（明治42年皇室令第1号）及び同附式によって細かく定められていた。なお、日本国憲法の施行に伴い、旧皇室典範及び皇室令は、1947年（昭和22年）5月2日に大日本帝国憲法の失効に伴い廃止されている。

## 皇位継承の歴史

### 弥生期 - 飛鳥期
日本では、倭国と呼ばれた古代から皇位継承（王位継承）に関する問題が生じていた。『魏志倭人伝』によれば、弥生時代後期の2世紀後半、倭国王位の継承を巡って倭国大乱が起こり、卑弥呼が倭国王となることで争乱が終息した。さらに卑弥呼の没後、男王が立ったが再度争乱が起こり、卑弥呼の宗女台与が王位について争乱は収まったと記録されている。寺沢薫は卑弥呼が「夫婿なし」として、夫をもたなかったことは神聖性を保持するためだけではなく、女王の夫と子供が王位継承に関わることを回避するためであり、裏を返せばこの時代に部族的国家王たちの間で子に王位を世襲させる継承がすでにあった可能性を指摘している。
また卑弥呼とそれを補佐する弟は同じ男系王統に連なる出自であることは間違いないだろうとも述べている。
古墳時代の5世紀にも、王位継承を巡る数々の逸話が、『日本書紀』の記載から読み取れる。また前方後円墳やその副葬品からも古墳時代の王位継承についての情報が読み取れ、中でも埼玉県の稲荷山古墳から出土した鉄剣にはオワケからオホヒコに至る八代の系譜が記されているが、このことはオワケの仕えた雄略天皇からオホヒコが仕えた崇神天皇までの八代の王統譜（皇統譜）を記す原帝紀がこの頃すでにあった可能性を示唆しているという説もある。
また近年ではこの当時の継承は稲荷山古墳出土鉄剣や籠神社の海部氏系図の分析から必ずしも父から子へという継承ではなく始祖を同じくする一族（氏）の中から血縁の遠近に関わらずふさわしい人物が選ばれ、それを疑似的な親子関係とみなすという継承の行われていた可能性も指摘されている。
『宋書』に記される倭王武の上表文には「祖禰」（先祖）という言葉で倭武の一族が先祖代々にわたって日本の統一事業を成し遂げてきたことの表現があるが、このことは倭の五王が同じ父系血族に属する一族であり、その中での大王位の世襲が行われてきたことを表しているとする指摘もある。
6世紀前半には、武烈天皇の崩御により一旦、大王系統が断絶しているが、応神天皇の5世の子孫とされる継体天皇が大王位を継承した。実際に5世の子孫だったかには賛否両論あるが、この事例は天皇の5世の子孫までは皇位継承権を持ちうる先例となって、その後の皇統断絶の際に強く意識されることとなった。
オホド王（継体天皇）自身は五世紀の倭姓を名乗っていた王族出身と認められるが、大兄制度により、より近親による皇位継承の世襲化を進めたと言われている。
古墳時代から飛鳥時代にかけて（6世紀中期 - 7世紀後期）も、大王位継承の紛争がたびたび生じた。この頃の大王位継承のルールには、兄弟承継、大兄承継、母后出自、群臣推挙、先帝遺詔（更に近年では即位要件に年齢制限（30歳以上）があったとする説もある）などがあり、これらが複雑にからんで大王位継承が行われていたと推定されている。継体天皇の後に安閑天皇・宣化天皇が数年間在位して欽明天皇が即位しているが、欽明天皇による簒奪だったとする説もある。その後、欽明天皇の子孫が大王を継いでいるが、その経緯は複雑であり、多くの紛争が生じている。次期大王の決定が難航したときは、女性が大王に選ばれることもあり、推古天皇、皇極天皇らが即位して、他に適当な男子の大王位承継者が現れるまで在位した（女性天皇。女帝が選ばれた理由には諸説あり、律令制以前の中継ぎ説を認めないなどの異説が多く存在する）。
古代の大王位の継承において、最大の争いとなったのは、672年（白鳳元年）の壬申の乱である。天智天皇は直系の大友皇子（弘文天皇）を皇嗣と定めたが、それを不服とする大海人皇子が大規模な叛乱を起こし、大友皇子を滅ぼして自ら大王となった（天武天皇）。天武天皇は、自身以降の皇位継承紛争を防止するため、兄弟間継承を廃止し、直系男子が皇位継承するルールを定めようと試みたらしく、草壁皇子を皇太子に立てた。だが、政権基盤が固まる前に天武天皇が崩御してしまったために、天武天皇の皇后は草壁皇子が大友皇子の二の舞にならないように拙速な皇位継承を避けようとした。だが、その草壁皇子までが急逝してしまった為に、皇后は皇位継承紛争を防ぐために、自ら中継ぎとして皇位に就き（持統天皇）、草壁皇子の子である軽皇子（後の文武天皇）を皇太子とした。この系統は一般的には天武天皇系の皇統とみなされているが、天智天皇の皇女であった持統天皇が自分自身を天智天皇の直系と意識していた可能性は高い。歴史上女性天皇の配偶者は男性皇族（天皇含む）であったため問題視されることはなかったが、女性天皇の子孫も皇族としての権利は同等であったとみられ、長屋王と吉備内親王の皇子が天武天皇の曾孫から元明天皇の孫に待遇が改められた事例がある（『続日本紀』霊亀元年2月25日条））。

### 奈良期 - 平安中期
奈良時代に入った後、文武天皇も皇位継承者である首皇子（後の聖武天皇）が成人する前に没したため、元明天皇と元正天皇の2人の女帝が皇位を継承した。聖武天皇は、皇位継承すべき男子を残せず、女性の孝謙天皇が後を継いだ。その後、藤原仲麻呂の強い推挙により、天武天皇の孫の淳仁天皇が立ったが、自らを「聖武天皇の後継者」とみなした淳仁天皇（『続日本紀』天平宝字3年6月庚戌条）と天皇を自己の「臣」とみなす孝謙上皇（『続日本紀』天平宝字8年10月壬申条）の対立は、上皇が僧の道鏡を信任した問題を巡って一気に悪化する。やがて、藤原仲麻呂の乱に連座して淳仁天皇は廃帝となり、孝謙天皇が再度即位（重祚）して、称徳天皇となった。この間、他の皇族が皇位を狙ったが、その都度謀叛と見なされ、結果、適当な皇位継承者が不在となってしまった。そのため、仏教に深く帰依していた称徳天皇は、道鏡を皇位に就けることを企図した（宇佐八幡宮神託事件）が失敗し、後継者を決めないまま称徳天皇は崩御し、天武系皇統は断絶することとなった。天武天皇から称徳天皇に至るまでの皇位継承のルールは（継承すべき者が未成人などの場合には中継ぎとして女帝が即位することもあったが）、原則として直系継承であった（ただし、持統天皇を天智天皇の直系とみなした場合、草壁皇子とその子孫は天智天皇の直系子孫とも解せる）。このルールは、激しい皇位継承紛争を未然に防止して天智系皇統の復活を阻止しようとした代わりに、皇位継承候補者を限定してしまったため、却って皇統の断絶（結果的には天智系皇統の復活）という結果を招くこととなった。
称徳天皇崩御による皇統断絶の危機に際して、大臣らは協議を行い、その結果、天智天皇の孫に当たる年配の光仁天皇が皇位を継承することとなった。この事例は、臣下の協議による皇位継承の先例となった。また、この時には2つの点で継体天皇の先例が強く意識されていたようである。一つは必ず皇胤である事、もう一つは先代の天皇との婚姻関係を有する（光仁天皇は称徳天皇の異母妹の夫）ことであった。光仁天皇は天武系皇統の断絶を教訓として、息子の桓武天皇を後継者とし、その弟の早良親王を桓武の皇太弟とした。これにより、天智天皇・天武天皇以来の直系皇位継承は放棄され、大兄制が（一時的とは言え）事実上復活したと見ることも可能である。だが、早良親王は謀叛の疑い（藤原種継暗殺事件）によりこれを廃し、早良親王は怒りもあらわに絶食死を遂げる事になる。この壮絶な早良親王の死はその後の桓武天皇を苦しめ、崇道天皇の号が贈られたが、桓武天皇に始まる平安朝は長く早良親王の怨霊に恐れ苦しむこととなる。桓武天皇は、多くの皇子をもうけた。桓武天皇の後は、桓武天皇の長子の平城天皇が皇位継承し、その遺志に従う形で病弱であった平城天皇の次にはその弟の神野親王（後の嵯峨天皇）が皇太弟に立った。これに不満を抱いた平城天皇は大兄である自分の直系に皇位継承することを企図して、一旦、嵯峨天皇へ譲位して自身の子、高岳親王を皇太子とした。この措置に今度は嵯峨天皇が反発し、平城天皇と嵯峨天皇の武力衝突が起こり、結果、嵯峨天皇側が勝利した（薬子の変）。これによって平城天皇の直系は皇位の可能性がなくなったものの、嵯峨天皇は内外の批判を恐れて自分の実子を擁立する事に躊躇し、弟の大伴親王（後の淳和天皇）を皇太弟とした。嵯峨天皇と皇位継承紛争を防ぐために、それぞれの直系を互いに皇位に就ける迭立（てつりつ）を採用することとし、実際、嵯峨天皇 - 淳和天皇 - 仁明天皇（嵯峨天皇の子）と皇位継承され、仁明天皇の次も恒貞親王（淳和天皇の子、母は嵯峨天皇の皇女）が皇太子に立てられていた。これに対して淳和天皇は却って紛争の原因となると危惧を抱いており、嵯峨天皇に仁明天皇の次にはその皇子を立てるべきであると忠告したものの、受け入れられなかった。しかし、淳和・嵯峨両上皇の相次ぐ崩御の直後、恒貞親王を廃太子（皇太子を廃すること）とする事件（承和の変）が起こり、皇位継承は嵯峨天皇 - 仁明天皇の系統に統一されることとなった。この事件は皇統統一を狙った仁明天皇が、藤原北家の協力を得て起こしたとする説もある。かくして光仁天皇以来の天智系皇統が天武系皇統を教訓にして取り入れた兄弟間継承の相続（大兄制の実質復活）は、藤原種継暗殺事件から承和の変に至る皇位継承を巡る内紛の連鎖の招来に終わった。
仁明天皇の後、文徳天皇 - 清和天皇 - 陽成天皇と直系による皇位継承がほぼ順調に行われたが、陽成天皇が内裏で重大事件（誤って殺人を犯したとする説が有力）を起こし、退位に追い込まれてしまい、再び直系継承の下で皇統断絶の危機が訪れることになった。このときは、有力候補がおらず、廃太子となった恒貞親王や嵯峨天皇の子である源融らが候補となったが、最終的には称徳天皇崩御時の先例をとって、仁明天皇の子で年配の光孝天皇が即位して皇位を継いだ。光孝天皇は、自身の皇子を全て臣籍降下させており、崩御直前になっても後継者を立てていなかったため、緊急措置として急遽、光孝天皇の子の源定省が立太子され、宇多天皇となった。一度臣籍に下った者が皇位に就くのは、日本の皇位継承史の中でも極めて異例であるが、天皇の子の身分の決定は天皇の専権事項である（臣籍に降ろした実子を皇族に戻す事も許される）として押し切ったのである。なお、源定省以前にも氷上塩焼や文室浄三が皇位継承の候補者として名前が挙がったり、一旦は出家していた早良親王が立太子（後に廃太子）された事例があることから、ある時期までは臣籍降下や出家によって直ちに皇位継承権を喪失するという考えは存在しなかったとする説もある。ただし、奈良時代から平安時代初期は政争によって親王や孫王も没落することがあり、有力な皇位継承者が不足していた時期が発生していたという背景の存在を留意すべきであり、摂関政治の成立の過程で後宮の充実とそれに伴う皇族の数が安定するとそうした事態も無くなったとみられている。
その後、宇多天皇とその子の醍醐天皇は積極的な政治を展開し、天皇親政の理想型を築いた。ただし、宇多天皇の退位後に陽成系の親王に対抗するために兄弟間継承を行わせる意思があり、直系継承の維持を図る醍醐天皇が藤原時平と謀って宇多天皇派と目された菅原道真を大宰府に流したとする見解も存在する（昌泰の変）。
文徳天皇の頃から藤原北家が天皇の外戚として摂政・関白に就く摂関政治がある程度形成されていたが、醍醐天皇の子である朱雀天皇・村上天皇兄弟の頃に、摂関政治が確立することとなる。摂関家内部に複数の摂関候補者が登場することとなり、それぞれの候補者が別個に天皇に娘を入内させて子を儲けたため、皇位継承は摂関家のパワーバランスに左右されることとなった。以上のような状況から、皇位継承候補者も複数存在することとなり、再び皇統の分裂 - 迭立 - が見られるようになった。しかし、藤原道長が摂関家を統一したことに伴い、皇統も統一されることになる。その後も迭立への動きは見られたが、王朝内部に皇統を統一する意思が働き続けた。

### 院政期 - 鎌倉中期
上記のような皇統統一の流れの中で後三条天皇が即位した。後三条天皇は、皇統統一をより強固なものとするため、生前に直系男子へ譲位し、上皇として政務に当たることを目論んでいた。後三条天皇はその実現の前に没したが、その直系男子の白河天皇は後三条天皇の遺志を継いで、上皇となって事実上の君主（治天の君）として政務に当たる院政を開始した。上皇が事実上の君主の座に就くことにより、天皇がそれまでの皇太子的立場となったと言えるが、厳密な皇位継承法が存在しなかった当時においては、皇統が安定していれば天皇家の当主が天皇に在位しているか否か程度の違いでしかなかった。いずれにせよ、皇統の安定化が院政の主要な目的の一つであった。なお、後三条天皇が譲位に際して、自分の例に倣って白河天皇の異母弟にあたる実仁親王を皇太子にしたことは白河天皇の不満を招いた。その後、実仁親王の急死によって、皇位は白河天皇の実子の堀河天皇に譲位することが可能になったが、白河天皇は「第二の実仁親王」の登場を警戒して、自らが後継者に指名した堀河天皇・鳥羽天皇・崇徳天皇の3天皇の異母兄弟は全て出家させて、皇位継承権を奪う政策を採った。皮肉にも白河天皇の崩御後に院政を開始した鳥羽天皇は、白河天皇の崩御後に生まれた崇徳天皇の異母弟である近衛天皇を寵愛し、出家をさせるどころか、崇徳天皇を退位させて自らの後継者に指名した。かくして鳥羽天皇の後継を巡って生じた崇徳天皇・近衛天皇・後白河天皇の兄弟間による皇位継承紛争が保元の乱・平治の乱という武力衝突により解決されることとなった。最終の勝利者は後白河天皇であったが、両乱を通じて武士を利用したため、その後の武士の台頭を許すこととなった。
ところが、生前の鳥羽天皇が近衛天皇の崩御後に後継に指名したのは、後白河天皇の子・二条天皇であった。これによって後白河天皇と二条天皇、両者の間に緊張関係が生じたが、二条天皇の崩御によって、後白河天皇が院＝治天の君として君臨し続けた。なお、後白河天皇と二条天皇の父子が対立した際に二条天皇の後ろ盾になっていたのは、その准母となっていた鳥羽天皇の皇女（後白河天皇には異母妹にあたる）・八条院であった。八条院は父の鳥羽天皇から与えられた広大な所領を背景に天皇を支えたが、後白河天皇もこれに対抗するために多くの荘園を所領とした。後に前者の所領は八条院領、後者の所領は長講堂領と称され、別々の皇族や后妃によって継承されることになる。
治天の地位を確保した後白河天皇は平氏・源氏など武士勢力の勃興に対して、王権の維持を図ろうとしたが、結局、王権の一部を鎌倉幕府へ委譲することとなる。後白河天皇の正当な後継者は高倉天皇であり、その早世と後を継いだ安徳天皇が外戚である平氏とともに西国に下った後もこの方針が揺らぐことなく、治天である後白河天皇によって安徳天皇の異母弟である後鳥羽天皇が擁立された。このため、一時的に2人の天皇が在位する事態となったものの、安徳天皇が平氏の滅亡と運命をともにしたことにより皇統は後鳥羽天皇の系統に統一された。これによって治天である後白河天皇の下で皇統が安定した。
後白河天皇の崩御後、後鳥羽天皇は院政を開始した。後鳥羽天皇は鎌倉幕府に移った東国統治権を奪還するべく承久の乱を起こしたが、王朝が幕府に破れるという事態を招いた。この結果、幕府によって後鳥羽院政と後鳥羽系統の皇統は全て廃されたが、皇位継承すべき者が不在という事態に至った。当時、皇位を継承するにはその父が院でなければならないという慣例ができており、やむなく皇位に就いたことのない守貞親王が後高倉院として治天の地位に就いて院政を開始し、その子が後堀河天皇として即位することとなった。しかし、後高倉院はすぐに崩御し、新天皇の兄弟は承久の乱以前に全員出家していたために天皇に万一の事態が生じた場合には皇統断絶の可能性が生じた。その後、後堀河天皇の皇子が四条天皇として即位したことで危機は解消されたかに見えたが、後堀河上皇は四条天皇以外の男子を儲けることなく崩御、続いて四条天皇も幼年のうちに崩御したことから、後高倉院の皇統はわずか21年で断絶してしまう。このため、皇位は再び後鳥羽天皇の系統へ戻った。このとき皇位を継承したのは、後嵯峨天皇である。後嵯峨天皇の父は、父の後鳥羽天皇に疎んじられて承久の乱の際も中立を守った土御門天皇であるが、このことが幕府の賛意を得ることになり、事実上、後嵯峨天皇の皇位継承は幕府が決定したと言える（なお、後堀河天皇の生母・北白河院の従兄一条能保は源頼朝の妹婿、後嵯峨天皇の大叔父土御門定通は北条義時の娘婿、という鎌倉幕府関係者との縁戚関係も幕府の決定に大きな影響を与えたとみられる）。これは、後世の先例となって江戸幕府に至るまで、皇位継承には幕府の承認が必要とされた。

### 皇統分裂の時代
後嵯峨天皇の子には、後深草天皇・亀山天皇の兄弟がいたが、互いに後嵯峨天皇の後継者たる治天の君の座を争い、その妥結として、両者の直系子孫が交互に皇位・治天位に就く両統迭立が行われることとなった。兄・後深草天皇の系統を持明院統、弟・亀山天皇の系統を大覚寺統というが、これが日本史上最大の皇位迭立となり、後世に大きな影響を与えることとなる。
しばらく両統迭立は順調に行われていたが、2つの皇統の存在を支えていたのが、かつての後白河天皇と八条院・二条天皇との対立の中で集積された2つの所領であった。後白河天皇ゆかりの長講堂領は持明院統、八条院ゆかりの八条院領は大覚寺統の所有となり、その経済力を背景に皇位継承を続けたのである。やがて鎌倉時代末期になると両統の内部で皇統分裂が見られ始め、迭立の混乱が生じてきた。その状況下で大覚寺統の後醍醐天皇は傍流出身のために治天の地位に就く権利が否定されており（つまり、子孫への皇位継承が出来ない）、この現状の打破を目指して幕府追討計画を2度にわたって立て（正中の変・元弘の変）、幕府により廃位・流罪に処されるも、結果として鎌倉幕府の滅亡をもたらした。勿論、王権復興を推進するためには皇統統一は欠かせないものであるが、後醍醐天皇の倒幕の最大の動機は自己の子孫への皇位継承問題にあったと言ってよい。京で復位した後、建武の新政を開始した。後醍醐天皇は治天の地位に就くことなく、約200年ぶりに天皇の地位のまま親政を行った。後醍醐天皇は両統迭立状態を解消し、自身の系統に皇統を再度統一したと考えていたが、その後、後醍醐天皇による新政に対して多くの離反が相次ぎ、離反勢力からなる室町幕府は、持明院統から光明天皇を擁立した。これにより、北朝（持明院統）と南朝（大覚寺統）の2つの王朝が同時に存在する日本史上未曾有の事態（南北朝時代）となった。北朝は、幕府の擁護を受けて、従来通りの院政を継続したが、南朝では後村上天皇以降、関白こそは復活させたものの、天皇親政を貫いた。1352年（南朝：正平7年、北朝：文和元年）、室町幕府内部の内紛に乗じて南朝軍が京都を占領して、北朝の崇光天皇ら主だった皇族を拉致してしまう（正平一統）。室町幕府は天皇の弟の一人が寺院に預けられている事を知って、急遽後光厳天皇として即位させた。後に南朝方は崇光天皇らを返還したものの、室町幕府は崇光天皇の復位を認めず、子孫には伏見宮の称号を贈って宥めようとした。だが、皇位継承が後光厳天皇の直系子孫による方針が決められたために、崇光天皇と伏見宮家による後光厳天皇と室町幕府に対する反感が高まって、北朝は事実上の分裂状態に陥ったのである。
時代が進み、北朝・室町幕府側の優位が明確になってくると、南朝側も妥結点を模索してきた。そこで仲介に当たったのが足利義満である。1392年（明徳3年）、持明院統（北朝）と大覚寺統（南朝）の迭立再開が提案され、南朝の後亀山天皇が条件受諾したことにより、北朝の後小松天皇とともに南北朝合一が実現した。しかし、1412年（応永19年）に称光天皇が即位するに際して、迭立再開の条件は撤回されることとなり、後小松天皇の直系子孫による皇位継承が宣言された。約束を反故にされた南朝側は憤慨し、後南朝としてその後も存続し続けた（太平洋戦争（大東亜戦争）後まで南朝子孫を名乗る者がいた）。
一見、南北朝合一により皇位継承は再び安定したように見られたが、もう一つの問題であった北朝内部の内紛は解消されなかった。更に後小松天皇には称光天皇しか男子がおらず（称光天皇の皇太子であった後小松天皇の第2皇子は早世、実はこの他に名僧として知られた一休宗純も後小松天皇の皇子であったが、政治的事情により、早くから出家させられて皇位継承権を失っていた）、更に称光天皇には子供がいない上に虚弱体質であったために、いつ崩御してもおかしくない状態となっていた。そこで当時院政を行っていた後小松天皇は崇光天皇の孫である伏見宮貞成親王に対して、万が一の際の皇位継承を極秘に要請した。ところがその話が称光天皇に伝わると、称光天皇は激怒して貞成親王を強引に出家させ、皇位継承権を剥奪してしまった。ところが、それから程ない1428年（正長元年）に、肝心の称光天皇が崩御してしまい、後小松系の皇統が断絶してしまった。そこで後小松天皇は貞成親王の皇子であった後花園天皇を擁立したのである。これに対して旧南朝側では北朝側の皇統は断絶しており、傍流の継承は認めないとして各地で蜂起を起こした。一時は宮中に侵入した南朝側の武士によって三種の神器を奪われる（禁闕の変）などの危機にもあったが、室町幕府はこれを鎮圧、ここにおいて初めて真の「南北朝合一」が実現したのである。

### 足利義満
1990年代前期頃から、足利義満は皇位簒奪を企図していたとする説が注目されるようになった。武家としてだけでなく、公家としても官位を極めた義満は、治天の君としての行動を徐々に始め、自身の子である足利義嗣を皇位に就けることを計画していたが、計画成就の寸前に死去したため皇位簒奪がならなかったとしている。義満も清和天皇（又は陽成天皇）に始まる源氏ではあるが、代数が当時の天皇から十数代も離れていたため、皇族としての資格はないものと見做されていた。日本の歴史上、5代以上天皇位に就いていない家系に属する皇裔が即位した例はない。しかし、上記説の論者は、当時の状況（後光厳系統断絶の危機など）を詳細に観察してみると、義満による皇位簒奪はかなりの可能性で成功したはずであり、もし成功していればその後の天皇（皇位）のあり方が劇的に変化していただろうと考えている。実際、義満の死後、太上天皇号が朝廷から贈られようとしている（義満の後継者・足利義持がこれを辞退した）。

### 戦国期 - 明治初頭
室町時代中期に入ると、皇室の権威は次第に低下していったが、それに伴い皇位継承紛争は見られなくなり、直系男子がすんなりと皇位継承するようになった。伏見宮家から入った後花園天皇から17世紀前期（江戸時代初期）の後陽成天皇まで、直系男子が継承紛争もなく、迭立もないまま順調に皇位を継承していき、日本史上もっとも皇位継承が長期間にわたり穏やかに行われた時代でもある。
安土桃山時代後期・江戸時代初期の後陽成天皇は、自分の後継者が豊臣秀吉・徳川家康の2大権力者の思惑により擁立された事に不満を抱き、実子ながら、これらを廃して実弟の八条宮智仁親王に譲位しようとして、豊臣政権や江戸幕府と衝突したが、最終的に家康の推す嫡男子の後水尾天皇に譲る事になったが、長く親子間の不和が続いた。続く後水尾天皇もたびたび幕府から高圧的に扱われたため、それに耐えかねて1629年（寛永6年）、自らの女子に譲位した。このとき皇位継承した明正天皇は、称徳天皇以来859年ぶりの女帝である。明正天皇はその後、異母弟の後光明天皇へ譲位した。後光明天皇以降は、直系男子への継承を基本としていたが、継承者が未成人などの場合に中継ぎとしての女帝として後桜町天皇が擁立されていた。1779年（安永8年）に後桃園天皇が子を残さないまま若くして崩御したため、日本史上、数回目となる皇統断絶の危機が発生した。しかし、この約60年前に皇統断絶の可能性を予見していた新井白石は、皇位継承権を持つ皇族家系となる閑院宮を創設しており、後桃園天皇の後継として閑院宮から光格天皇が迎えられた。
皇族の子孫は数代経た後に皇籍から離脱するのが律令以来の通例であったが、中世以後、伏見宮や閑院宮の様に皇統維持のために、何代経ても親王位に就くことのできる家系（世襲親王家）を創出していったのである。また、当時天皇に複数の皇子がいる場合、複数の親王の生活を支える財政的ゆとりが無い事や、臣籍降下をさせるだけの公家官位の余裕が無い事から、皇位継承者以外の皇子は全て幼くして出家を強要せざるを得ない（当然ながら出家した皇子には子孫が存在しない事になる。前近代の後宮制度の充実ぶりにもかかわらず、中世以後に皇統断絶の危機が何度も生じたのはこうした事情がある）状態にあったが、世襲親王家が断絶した場合には、天皇が実子を養子として送り込む事で、子孫の安泰を図る事も行われた。
なお、江戸幕府は皇室、公家の同姓間での養子継承は認めたが女系相続については「禁中並公家諸法度」第6条にて禁止することを明文化していた。
やがて、明治維新に伴う近代的な法治国家への移行に伴い、これまで皇室内部の事情によって決定されてきた皇位継承にも法的根拠が求められるようになり、大日本帝国憲法公布に合わせて皇室典範（旧）や登極令などが整備されていく事になる。
元老院では皇室典範制定の準備として著名な古典4、50を資料として万世一系の皇統の大綱と御一代の継承の事情や理由がわかるようにした研究資料としての『旧典類纂皇位継承篇』十巻が編纂され、その後の継承法の論拠となった。
また元老院の国憲案には帝位継承法第三条に女統案があったが、これは議官のみならず在野の政党人らからも日本固有法の立場から反対があり、却下されている。
また初期の起案である「皇室制規」にも女統についての規定があり、これらは外国法の影響があったと見られる。次の「帝室法則綱要修正案」では皇位継承は男系男子に限るとされた。次に柳原前光により『皇室典範再稿』が編纂され、これを討議基礎資料として、伊藤博文、柳原前光、井上毅によって編纂されロエスラーの助言と天皇臨席の枢密院会議での審議を経て「皇室典範（旧）」が制定され、明治天皇によって帝国憲法制定とともに皇室典範制定が皇祖皇宗に報告された。

## 課題
皇室典範の「皇統に屬（属）する男系の男子」という条文について、敬宮愛子内親王の誕生など、天皇直系の皇位継承者の終端に女性皇族しか存在していない問題が生じていた。2006年（平成18年）の悠仁親王誕生により、一応は今の第126代天皇の次世代の皇位継承者を確保できたが、依然として皇位継承者不足に変わりはない。そのため、女性天皇及び女系天皇、および旧宮家の皇籍復帰などの可能性も含めた議論が起こっている。
また、河野太郎衆議院議員や一部研究家は現時点で皇統と血縁が近い男系子孫を指す皇別摂家の検討の必要性を訴えている。

## 考察
2023年、考古学者の寺沢薫は文献史学や考古学の従来の皇位継承儀式説、大嘗祭説をすべて検証したうえで、『記紀』神話から読み取れる天皇は皇祖神の神霊（天皇霊）を受け継ぐ器であるという核心的モチーフがあり、それが中国や東アジアとは異なる日本独自の要素で、それを現しているのが現在も続く大嘗祭であると唱えている。すなわち天皇の身体は一代ごとに変わるが、その魂は不変で、その皇祖神の神霊である天皇霊を身につけることで皇祖神に連なるという観念にもとづきそれがフィクショナルな共同幻想だとしても神霊の継承を未来永劫、万世一系の子孫に限定し、神となりうる人格を血統によってたどらせようとしたと皇位継承儀式の意義を検証している。
そのうえで令和改元の際に文献研究者から「大嘗祭の本議論は天皇の即位にともなう最初の新嘗祭という理解で解決した」という主旨の発言に対し、「私は決着したとは思わない」と主に考古学的な視点から挑戦状を突き付けている。

## 皇位継承一覧
初代天皇の神武天皇から第126代の今の天皇に至るため、125回の皇位継承が行われてきたことになる。
うち、66回は崩御（死去）による皇位継承（在位中の天皇の死去により皇嗣が践祚・即位する）、59回は譲位（退位）による皇位継承（在位中の天皇がその存命中に退位・譲位し、皇嗣が践祚・即位する）である。
| 回数  | 被継承者              | 継承者                      | 続柄        | 最近親の天皇からの世数 | 践祚                                | 備考 |
| ----- | --------------------- | --------------------------- | ----------- | ---------------------- | ----------------------------------- | --- |
| 1     | 神武天皇              | 皇太子神渟名川耳尊          | 第三皇子    | 一世皇子               | 綏靖天皇元年（紀元前581年）1月8日   | 神武天皇76年（紀元前585年）3月11日に初代天皇の神武天皇が崩御。これを受けて第2代天皇に即位。諒闇中にタギシミミの反逆が起こる。 |
| 2     | 綏靖天皇              | 皇太子磯城津彦玉手看尊      | 第一皇子    | 一世皇子               | 安寧天皇元年（紀元前548年）7月15日  | 綏靖天皇35年（紀元前549年）5月10日に綏靖天皇が崩御。これを受けて即位。 |
| 3     | 安寧天皇              | 皇太子大日本彦耜友尊        | 第二皇子    | 一世皇子               | 懿徳天皇元年（紀元前510年）2月4日   | 安寧天皇38年（紀元前511年）12月6日に安寧天皇が崩御。これを受けて即位。 |
| 4     | 懿徳天皇              | 皇太子観松彦香殖稲尊        | 第一皇子    | 一世皇子               | 孝昭天皇元年（紀元前475年）1月9日   | 懿徳天皇34年（紀元前477年）9月8日に懿徳天皇が崩御。これを受けて即位。 |
| 5     | 孝昭天皇              | 皇太子日本足彦国押人尊      | 第二皇子    | 一世皇子               | 孝安天皇元年（紀元前392年）1月7日   | 孝昭天皇83年（紀元前393年）8月5日に孝昭天皇が崩御。これを受けて即位。 |
| 6     | 孝安天皇              | 皇太子大日本根子彦太瓊尊    | 第一皇子    | 一世皇子               | 孝霊天皇元年（紀元前290年）1月12日  | 孝安天皇102年（紀元前291年）1月9日に孝安天皇が崩御。これを受けて即位。 |
| 7     | 孝霊天皇              | 皇太子大日本根子彦国牽尊    | 第一皇子    | 一世皇子               | 孝元天皇元年（紀元前214年）1月14日  | 孝霊天皇76年（紀元前215年）2月8日に孝霊天皇が崩御。これを受けて即位。 |
| 8     | 孝元天皇              | 皇太子稚日本根子彦大日日尊  | 第二皇子    | 一世皇子               | 孝元天皇57年（紀元前158年）11月12日 | 孝元天皇57年（紀元前158年）9月2日に孝元天皇が崩御。これを受けて即位。 |
| 9     | 開化天皇              | 皇太子御間城入彦五十瓊殖尊  | 第二皇子    | 一世皇子               | 崇神天皇元年（紀元前97年）1月13日   | 開化天皇60年（紀元前98年）4月9日に開化天皇が崩御。これを受けて即位。 |
| 10    | 崇神天皇              | 皇太子活目入彦五十狭茅尊    | 第三皇子    | 一世皇子               | 垂仁天皇元年（紀元前29年）1月2日    | 崇神天皇68年（紀元前30年）12月5日に崇神天皇が崩御。これを受けて即位。 |
| 11    | 垂仁天皇              | 皇太子大足彦忍代別尊        | 第三皇子    | 一世皇子               | 景行天皇元年（71年）7月11日         | 垂仁天皇99年（70年）7月14日に垂仁天皇が崩御。これを受けて即位。 |
| 12    | 景行天皇              | 皇太子稚足彦尊              | 第四皇子    | 一世皇子               | 成務天皇元年（131年）1月5日         | 景行天皇60年（130年）11月7日に景行天皇が崩御。これを受けて即位。 |
| 13    | 成務天皇              | 皇太子足仲彦尊              | 甥          | 二世王                 | 仲哀天皇元年（192年）1月11日        | 成務天皇60年（190年）6月11日に成務天皇が崩御。これを受けて即位。 |
| 14    | 仲哀天皇              | （摂政皇太后息長帯比売命）  | 皇后        | 五世女王               | 神功皇后元年（201年）10月2日        | 仲哀天皇9年（200年）2月6日、仲哀天皇が三韓征伐の最中に崩御。皇后が三韓征伐および天皇崩御に伴う皇位継承の争いを指揮し、年少の皇太子誉田別尊に代わり摂政として政務を代行する。長年にわたり即位説があったが、大正14年（1925年）の皇統譜令発布に伴い、即位の事実は公式に否定された。 |
| 14    | 仲哀天皇 （神功皇后） | 皇太子誉田別尊              | 第三皇子    | 一世皇子               | 応神天皇元年（270年）1月1日         | 神功皇后69年（269年）4月17日に神功皇后が崩御。これを受けて即位。 |
| 15    | 応神天皇              | 大鷦鷯尊                    | 第四皇子    | 一世皇子               | 仁徳天皇元年（313年）1月3日         | 応神天皇41年（310年）2月15日に応神天皇が崩御。皇太子に指名されていた菟道稚郎子と大鷦鷯尊との間で皇位を譲り合い続け、皇太子が自殺したため、大鷦鷯尊が即位した。 |
| 16    | 仁徳天皇              | 大兄去来穂別尊              | 第一皇子    | 一世皇子               | 履中天皇元年（400年）2月1日         | 仁徳天皇87年（399年）1月16日に仁徳天皇が崩御。これを受けて即位。諒闇中に住吉仲皇子が謀反を起こし、討伐される。 |
| 17    | 履中天皇              | 皇太子多遅比瑞歯別尊        | 弟          | 一世皇子               | 反正天皇元年（406年）1月2日         | 履中天皇6年（405年）3月15日に履中天皇が崩御。これを受けて即位。 |
| 18    | 反正天皇              | 雄朝津間稚子宿禰尊          | 弟          | 一世皇子               | 允恭天皇元年（411年）12月           | 反正天皇5年（410年）1月23日に反正天皇が皇太子を定めないまま崩御。群臣の協議の上で推戴される。 |
| 19    | 允恭天皇              | 穴穂皇子                    | 第二皇子    | 一世皇子               | 允恭天皇42年（452年）12月14日       | 允恭天皇42年（452年）1月14日に允恭天皇が崩御。皇太子に指名されていた木梨軽皇子は素行不良により群臣の支持を得られず、皇太子を討伐した穴穂皇子が即位した。 |
| 20    | 安康天皇              | 大泊瀬稚武皇子              | 弟          | 一世皇子               | 安康天皇3年（454年）11月13日        | 安康天皇3年（454年）8月9日に安康天皇が暗殺される。大泊瀬稚武皇子は混乱に乗じて他の皇位継承権者を排除し、即位した。 |
| 21    | 雄略天皇              | 皇太子白髪皇子              | 第三皇子    | 一世皇子               | 清寧天皇元年（480年）1月15日        | 雄略天皇23年（479年）8月7日に雄略天皇が崩御。これを受けて即位。諒闇中に星川皇子の乱が起こる。 |
| 22    | 清寧天皇              | 弘計王                      | 6親等       | 二世王                 | 顕宗天皇元年（485年）1月1日         | 清寧天皇5年（484年）1月16日に清寧天皇が崩御。兄の皇太子億計王の即位辞退を受けて即位した。 |
| 23    | 顕宗天皇              | 皇太子億計王                | 兄          | 二世王                 | 仁賢天皇元年（488年）1月5日         | 顕宗天皇3年（487年）4月25日に顕宗天皇が崩御。これを受けて即位。 |
| 24    | 仁賢天皇              | 皇太子小泊瀬稚鷦鷯尊        | 第一皇子    | 一世皇子               | 仁賢天皇11年（498年）12月           | 仁賢天皇11年（498年）8月8日に仁賢天皇が崩御。これを受けて即位。 |
| 25    | 武烈天皇              | 男大迹王                    | 10親等 義兄 | 五世王                 | 継体天皇元年2月4日（507年3月3日）   | 武烈天皇8年（506年）12月8日に武烈天皇が崩御。越前国の豪族であった男大迹王が中央の有力豪族に推戴された。 |
| 26    | 継体天皇              | 皇太子勾大兄皇子            | 第一皇子    | 一世皇子               | 継体天皇25年2月7日（531年3月10日）  | 継体天皇25年2月7日（531年3月10日）に継体天皇が勾大兄皇子に譲位、即日崩御した。記録上最初に見える譲位である。後世、この時期に皇位継承の争いが起こっていた可能性が指摘されている（辛亥の変）。 |
| 27    | 安閑天皇              | 檜隈高田皇子                | 弟          | 一世皇子               | 宣化天皇元年12月（536年1月）        | 安閑天皇2年12月17日（536年1月25日）に安閑天皇が崩御。これを受けて即位。後世、この時期に皇位継承の争いが起こっていた可能性が指摘されている（辛亥の変）。 |
| 28    | 宣化天皇              | 天国排開広庭尊              | 弟          | 一世皇子               | 宣化天皇4年12月5日（539年12月30日） | 宣化天皇4年2月10日（539年3月15日）に宣化天皇が崩御。これを受けて即位。後世、この時期に皇位継承の争いが起こっていた可能性が指摘されている（辛亥の変）。 |
| 29    | 欽明天皇              | 皇太子渟中倉太珠敷尊        | 第二皇子    | 一世皇子               | 敏達天皇元年4月3日（572年4月30日）  | 欽明天皇32年4月15日（571年5月24日）に欽明天皇が崩御。これを受けて即位。 |
| 30    | 敏達天皇              | 大兄皇子                    | 弟          | 一世皇子               | 敏達天皇14年9月5日（585年10月3日）  | 敏達天皇14年8月15日（585年9月14日）に敏達天皇が崩御。これを受けて即位。 |
| 31    | 用明天皇              | 泊瀬部皇子                  | 弟          | 一世皇子               | 用明天皇2年8月2日（587年9月9日）    | 用明天皇2年4月9日（587年5月21日）に用明天皇が崩御。これを受けて即位。諒闇中、大連物部守屋の支援を受けて穴穂部皇子と皇位を争うが、泊瀬部皇子を後援する大臣蘇我馬子に暗殺される。 |
| 32    | 崇峻天皇              | 皇太后額田部皇女            | 妹          | 一世皇女               | 崇峻天皇5年12月8日（593年1月15日）  | 崇峻5年11月3日（592年12月12日）に崇峻天皇が崩御。大臣蘇我馬子の推挙を受けて即位。 |
| 33    | 推古天皇              | 田村王                      | 大甥        | 二世王                 | 舒明天皇元年正月4日（629年2月2日）  | 推古天皇36年3月7日（628年4月15日）に推古天皇が崩御。後継を巡って田村王と山背大兄王との間で群臣の意見が分かれ、大臣蘇我蝦夷の裁定で田村王が即位する。 |
| 34    | 舒明天皇              | 皇太后寶女王                | 姪 皇后     | 三世女王               | 皇極天皇元年1月15日（642年2月19日） | 舒明天皇13年10月9日（641年11月17日）に舒明天皇が崩御。継嗣となる皇子が決まらなかったため、皇太后が後を継いで即位した。 |
| 35    | 皇極天皇              | 軽王                        | 弟          | 三世王                 | 皇極天皇4年6月14日（645年7月12日）  | 皇極天皇が乙巳の変を受けて譲位。中大兄皇子の辞退を受けて、軽王が即位した。皇極天皇には「皇祖母尊」の尊号を受けた。 |
| 36    | 孝徳天皇              | 皇祖母尊                    | 姉          | 上皇                   | 斉明天皇元年正月3日（655年2月14日） | 孝徳天皇10年12月8日（655年1月20日）に孝徳天皇が崩御。これを受けて皇祖母尊が重祚。 |
| 37    | 斉明天皇              | 皇太子葛城皇子              | 第二皇子    | 一世皇子               | 天智天皇7年正月3日（668年2月20日）  | 斉明天皇7年7月24日（661年8月24日）に斉明天皇が崩御。丁度百済復興のための半島出兵中であったため葛城皇子が即位せずに称制のままで指揮を執る。白村江の戦いに敗北後、敗戦処理を経て即位する。 |
| 38    | 天智天皇              | 皇太子太政大臣大友皇子      | 第一皇子    | 一世皇子               | 天智天皇10年12月5日（672年1月9日）  | 天智天皇10年12月3日（672年1月7日）に天智天皇が崩御。これを受けて即位。皇太后倭姫王が即位したとの説、即位せずに称制したとの説がある。仮に即位したとしてもその直後に壬申の乱で敗死したため即位に関わる儀礼が完了しなかった可能性もあり、大友皇子の即位の有無については学説が分かれている（大友皇子即位説を参照）。現在の政府見解では、明治3年（1870年）に即位の事実を認定している。               |
| 39    | 弘文天皇              | 大海人皇子                  | 叔父        | 一世皇子               | 天武天皇2年2月27日（673年3月20日）  | 天武天皇元年7月23日（672年6月21日）に弘文天皇が壬申の乱で敗死。勝利した大海人皇子が即位。弘文天皇の即位は疑いがあり、大海人皇子にとって都合が悪いので即位の事実が抹消された疑いがある（大友皇子即位説を参照）。 |
| 40    | 天武天皇              | 皇太后鸕野讚良皇女          | 姪 皇后     | 二世女王               | 持統天皇4年1月1日（690年2月14日）   | 朱鳥元年9月9日（686年10月1日）に天武天皇が崩御。諒闇中に大津皇子の反乱、皇太子草壁皇子の病死が起き、皇太后が即位する。 |
| 41    | 持統天皇              | 皇太子軽皇子                | 孫          | 二世王                 | 文武天皇元年8月1日（697年8月22日）  | 譲位による皇位継承。 |
| 42    | 文武天皇              | 阿閇皇女                    | 母          | 一世皇女               | 慶雲4年7月17日（707年8月18日）      | 慶雲4年6月15日（707年7月18日）に文武天皇が崩御。皇子の首皇子が幼かったため、天皇の母が即位した。 |
| 43    | 元明天皇              | 氷高皇女                    | 皇女        | 二世内親王             | 霊亀元年9月2日（715年10月3日）      | 天皇が高齢により譲位。皇太子首皇子が幼かったため、皇子の伯母が即位した。 |
| 44    | 元正天皇              | 皇太子首皇子                | 甥          | 一世親王               | 神亀元年2月4日（724年3月3日）       | 譲位による皇位継承。 |
| 45    | 聖武天皇              | 皇太子阿倍内親王            | 第二皇女    | 一世内親王             | 天平勝宝元年7月2日（749年8月19日）  | 譲位による皇位継承。 |
| 46    | 孝謙天皇              | 皇太子大炊王                | 6親等       | 二世王                 | 天平宝字2年8月1日（758年9月7日）    | 譲位による皇位継承。大納言藤原仲麻呂の推挙を受けて大炊王が即位した。 |
| 47    | 淳仁天皇              | 孝謙上皇                    | 6親等       | 上皇                   | 天平宝字8年10月9日（764年11月6日）  | 天皇が藤原仲麻呂の乱に連座して廃位、孝謙上皇が重祚する。新帝の意向により即位の事実が無効にされて「淡路廃帝」と呼ばれていたが、明治3年（1870年）に明治天皇より諡号が贈られた。 |
| 48    | 称徳天皇              | 皇太子白壁王                | 義兄        | 二世王                 | 宝亀元年10月1日（770年10月23日）    | 神護景雲4年8月4日（770年8月28日）に称徳天皇が崩御。群臣の協議および遺宣によって白壁王が立太子、次いで即位する。 |
| 49    | 光仁天皇              | 皇太子山部親王              | 第一皇子    | 一世親王               | 天応元年4月3日（781年4月30日）      | 天皇が病により譲位。これを受けて即位。 |
| 50    | 桓武天皇              | 皇太子安殿親王              | 第一皇子    | 一世親王               | 延暦25年3月17日（806年4月9日）      | 天皇による皇位継承。従来、先帝の崩御に伴う皇位継承は諒闇明けに行っていたが、これ以降は践祚と即位に区別し、先帝が退いた時には直ちに皇嗣が践祚し、皇位の空白が生じないようになった。 |
| 51    | 平城天皇              | 皇太子神野親王              | 弟          | 一世親王               | 大同4年4月1日（809年5月18日）       | 天皇発病により譲位。 |
| 52    | 嵯峨天皇              | 皇太子大伴親王              | 弟          | 一世親王               | 弘仁14年4月16日（823年5月29日）     | 譲位による皇位継承。 |
| 53    | 淳和天皇              | 皇太子正良親王              | 甥          | 一世親王               | 天長10年2月28日（833年3月22日）     | 譲位による皇位継承。 |
| 54    | 仁明天皇              | 皇太子道康親王              | 第一皇子    | 一世親王               | 嘉祥3年3月19日（850年5月4日）       | 譲位による皇位継承。 |
| 55    | 文徳天皇              | 皇太子惟仁親王              | 第四皇子    | 一世親王               | 天安2年8月27日（858年10月7日）      | 天安2年8月27日（858年10月7日）に文徳天皇が崩御。皇太子が幼少であったため天皇は惟喬親王の即位を望んでいたが、外祖父の太政大臣藤原良房の強い勧めで皇太子が即位する。良房が摂政となり、のちの摂関政治の端緒となった。 |
| 56    | 清和天皇              | 皇太子貞明親王              | 第一皇子    | 一世親王               | 貞観18年11月29日（876年12月18日）   | 譲位による皇位継承。 |
| 57    | 陽成天皇              | 時康親王                    | 大叔父      | 一世親王               | 元慶8年3月5日（884年2月5日）        | 譲位（実際には宮中でおこった殺人事件の嫌疑をかけられての廃位ともされる）による皇位継承。 |
| 58    | 光孝天皇              | 皇太子定省親王              | 第十五皇子  | 一世親王               | 仁和3年8月26日（887年9月17日）      | 天皇崩御による皇位継承。陽成天皇の近親者が皇位に就くことを防ぐため、臣籍降下していた源定省が皇籍に復帰して立太子、即位した。 |
| 59    | 宇多天皇              | 皇太子敦仁親王              | 第一皇子    | 一世親王               | 寛平9年7月3日（897年8月4日）        | 譲位による皇位継承。 |
| 60    | 醍醐天皇              | 皇太子寛明親王              | 第十一皇子  | 一世親王               | 延長8年9月22日（930年10月16日）     | 天皇重篤につき譲位。 |
| 61    | 朱雀天皇              | 皇太子成明親王              | 弟          | 一世親王               | 天慶9年4月20日（946年5月23日）      | 譲位による皇位継承。 |
| 62    | 村上天皇              | 皇太子憲平親王              | 第二皇子    | 一世親王               | 康保4年5月25日（967年7月5日）       | 崩御による皇位継承。 |
| 63    | 冷泉天皇              | 皇太子守平親王              | 弟          | 一世親王               | 安和2年8月13日（969年9月27日）      | 天皇が気の病によって譲位。あとを弟の守平親王が受けて即位する。東宮には師貞親王（冷泉天皇の第一皇子）が立ち、以降半世紀、両者の皇統の間で両統迭立の状態となる。 |
| 64    | 円融天皇              | 皇太子師貞親王              | 甥          | 一世親王               | 永観2年8月27日（984年9月24日）      | 譲位による皇位継承。東宮には懐仁親王（円融天皇の第一皇子）が立つ。 |
| 65    | 花山天皇              | 皇太子懐仁親王              | 従弟        | 一世親王               | 寛和2年6月23日（986年8月1日）       | 譲位による皇位継承（寛和の変）。東宮には居貞親王（冷泉天皇の第二皇子）が立つ。 |
| 66    | 一条天皇              | 皇太子居貞親王              | 従兄        | 一世親王               | 寛弘8年6月13日（1011年7月16日）     | 天皇重篤により譲位（9日後に崩御）。東宮には敦成親王（一条天皇の第二皇子）が立つ。 |
| 67    | 三条天皇              | 皇太子敦成親王              | 5親等       | 一世親王               | 長和5年1月29日（1016年3月10日）     | 天皇が眼病により譲位。東宮には敦明親王（三条天皇の第一皇子）が立つが、藤原道長の圧力により辞退、両統迭立は終了する。 |
| 68    | 後一条天皇            | 皇太子敦良親王              | 弟          | 一世親王               | 長元9年4月17日（1036年5月15日）     | 崩御による皇位継承。急死であったため譲位の儀式が間に合わず、発喪前に遺詔により譲位の儀を行った。 |
| 69    | 後朱雀天皇            | 皇太子親仁親王              | 第一皇子    | 一世親王               | 寛徳2年1月16日（1045年2月5日）      | 天皇が病（肩の悪性腫瘍）により譲位（2日後に崩御）。 |
| 70    | 後冷泉天皇            | 皇太子尊仁親王              | 弟          | 一世親王               | 治暦4年4月19日（1068年5月22日）     | 崩御による皇位継承。 |
| 71    | 後三条天皇            | 皇太子貞仁親王              | 第一皇子    | 一世親王               | 延久4年12月8日（1073年1月18日）     | 譲位による皇位継承。 |
| 72    | 白河天皇              | 皇太子善仁親王              | 第三皇子    | 一世親王               | 応徳3年11月26日（1087年1月3日）     | 天皇が善仁親王を立太子させ、即日譲位する。白河上皇は幼少の堀河天皇にかわり政治を取り仕切り、院政（治天の君）の嚆矢とされる。 |
| 73    | 堀河天皇              | 皇太子宗仁親王              | 第一皇子    | 一世親王               | 嘉承2年7月19日（1107年8月9日）      | 崩御による皇位継承。 |
| 74    | 鳥羽天皇              | 皇太子顕仁親王              | 第一皇子    | 一世親王               | 保安4年正月28日（1123年2月25日）    | 譲位による皇位継承。 |
| 75    | 崇徳天皇              | 皇太子体仁親王              | 弟          | 一世親王               | 永治元年12月7日（1142年1月5日）     | 鳥羽上皇（治天の君）の圧力により、皇太子（上皇寵妃の藤原得子所生）に譲位。 |
| 76    | 近衛天皇              | 雅仁親王                    | 兄          | 一世親王               | 久寿2年7月23日（1155年8月22日）     | 久寿2年7月22日（1155年8月21日）に近衛天皇が崩御。議定により雅仁親王が践祚する。 |
| 77    | 後白河天皇            | 皇太子守仁親王              | 第一皇子    | 一世親王               | 保元3年8月11日（1158年9月5日）      | 譲位による皇位継承。 |
| 78    | 二条天皇              | 皇太子順仁親王              | 第二皇子    | 一世親王               | 永万元年6月25日（1165年8月3日）     | 天皇発病により譲位（翌月崩御）。 |
| 79    | 六条天皇              | 皇太子憲仁親王              | 叔父        | 一世親王               | 仁安3年2月19日（1168年4月9日）      | 二条天皇崩御後、後白河上皇や平清盛らによる巻き返しにより憲仁親王が立太子、皇位が継承された。 |
| 80    | 高倉天皇              | 皇太子言仁親王              | 第一皇子    | 一世親王               | 治承4年2月21日（1180年3月18日）     | 治承三年の政変による後白河法皇の失脚後、高倉天皇自身が院政を行うべく皇太子に譲位する。 |
| 81    | 安徳天皇              | 尊成親王                    | 弟          | 一世親王               | 寿永2年8月20日（1183年9月8日）      | 治承・寿永の乱において、安徳天皇は平家に奉じられて西国へ落ちのび、替わって入京した源義仲の主導で尊成親王が新帝に立てられた。この時、皇位に付随する三種の神器は安徳天皇とともにあったため、代替措置として復権した後白河法皇による院宣により皇位を継承した。安徳天皇は寿永4年3月24日（1185年4月25日）に壇ノ浦の戦いで敗死するまで皇位にとどまっていたため、史上初めて二帝が並び立つ事態となった。 |
| 82    | 後鳥羽天皇            | 為仁親王                    | 第一皇子    | 一世親王               | 建久9年1月11日（1198年2月18日）     | 譲位による皇位継承。 |
| 83    | 土御門天皇            | 皇太子守成親王              | 弟          | 一世親王               | 承元4年11月25日（1210年12月12日）   | 天皇の温和な性格を嫌った後鳥羽上皇（治天の君）の圧力により譲位。 |
| 84    | 順徳天皇              | 皇太子懐成親王              | 第四皇子    | 一世親王               | 承久3年4月20日（1221年5月13日）     | 後鳥羽上皇による鎌倉幕府打倒に備え、皇太子に譲位。 |
| 85    | 仲恭天皇              | 茂仁王                      | 5親等       | 二世王                 | 承久3年7月9日（1221年7月29日）      | 承久の乱で朝廷が敗北。北条泰時により天皇は廃され、土御門上皇の非直系から茂仁王が擁立される。仲恭天皇は即位式や大嘗祭も経ないまま廃位されたため、明治3年（1870年）に諡号が贈られるまで「九条廃帝」と呼称されていた。 |
| 86    | 後堀河天皇            | 皇太子秀仁親王              | 第一皇子    | 一世親王               | 貞永元年10月4日（1232年11月17日）   | 譲位による皇位継承。 |
| 87    | 四条天皇              | 邦仁王                      | 又従兄      | 一世王                 | 仁治3年正月20日（1242年2月21日）    | 仁治3年正月9日（1242年2月10日）に天皇が急死。後継を巡って公家間の対立や幕府の反対があったため、11日間の空位が生じる。 |
| 88    | 後嵯峨天皇            | 久仁親王                    | 第二皇子    | 一世親王               | 寛元4年1月29日（1246年2月16日）     | 譲位による皇位継承。 |
| 89    | 後深草天皇            | 皇太子恒仁親王              | 弟          | 一世親王               | 正元元年11月26日（1260年1月9日）    | 後嵯峨上皇（治天の君）の意向により譲位。以降、先帝の系統（持明院統）と新帝の系統（大覚寺統）の間で両統迭立に入る。 |
| 90    | 亀山天皇              | 皇太子世仁親王              | 第二皇子    | 一世親王               | 文永11年1月26日（1274年3月6日）     | 譲位による皇位継承。後深草上皇の働きかけにより、熈仁親王（後深草上皇の第二皇子）が立太子する。 |
| 91    | 後宇多天皇            | 皇太子熈仁親王              | 従兄        | 一世親王               | 弘安10年10月21日（1287年11月27日）  | 譲位による皇位継承。皇統が持明院統へ移る。 |
| 92    | 伏見天皇              | 皇太子胤仁親王              | 第一皇子    | 一世親王               | 永仁6年7月22日（1298年8月30日）     | 譲位による皇位継承。東宮には大覚寺統の邦治親王（後宇多上皇の第一皇子）が立つ。 |
| 93    | 後伏見天皇            | 皇太子邦治親王              | 又従兄      | 一世親王               | 正安3年正月21日（1301年3月2日）     | 譲位による皇位継承。皇統が大覚寺統へ移る。東宮には持明院統の富仁親王（後伏見上皇の弟）が立つ。 |
| 94    | 後二条天皇            | 皇太子富仁親王              | 又従弟      | 一世親王               | 延慶元年8月26日（1308年9月11日）    | 天皇崩御による皇位継承。皇統が持明院統へ移る。東宮には大覚寺統の尊治親王（後二条天皇の弟）が立つ。 |
| 95    | 花園天皇              | 皇太子尊治親王              | 又従兄      | 一世親王               | 文保2年2月26日（1318年3月29日）     | 譲位による皇位継承。皇統が大覚寺統へ移る。 |
| 96    | 後醍醐天皇            | 皇太子量仁親王              | 7親等       | 一世親王               | 元弘元年9月20日（1331年10月22日）   | 後醍醐天皇による討幕の挙兵が鎮圧され、幕府によって廃立される（元弘の変）。あとを皇太子が継承し、皇統が持明院統へ移る。 |
| (北1) | 光厳天皇              | 後醍醐天皇                  | 7親等       | 一世親王               | 元弘3年5月25日（1333年7月7日）      | 鎌倉幕府の滅亡により後醍醐天皇が配流先の隠岐から帰還。建武の親政を始めるにあたり、自身の廃位と光厳天皇の即位を無効化。光厳天皇は「特別に」上皇の待遇とされた。 |
| -     | 後醍醐天皇            | 皇太子恒良親王              | 第三皇子    | 一世親王               | 建武3年（1336年）?                  | 足利尊氏の反乱（延元の乱）により比叡山へ避難していた後醍醐天皇が皇太子へ三種の神器を譲渡して北陸へ落ちのびさせる。恒良親王は天皇としてふるまうが、のちに後醍醐天皇が新たに南朝を開くと恒良親王の即位の意義がなくなり、歴代天皇とはみなされていない（恒良親王が保持していた三種の神器の行方も不明）。                                                                                            |
| (北1) | 光厳天皇              | 豊仁親王                    | 弟          | 一世親王               | 延元元年8月15日（1336年9月20日）    | 京を出奔した後醍醐天皇に代わり、光厳上皇の院宣により豊仁親王が即位。 |
| 96    | 後醍醐天皇            | 光明天皇                    | 7親等       | 一世親王               | 延元元年11月2日（1336年12月5日）    | 後醍醐天皇が足利尊氏と和睦し京へ帰還、三種の神器を光明天皇へ引き渡す。しかしのちに京都を脱出して吉野へのがれ、「光明天皇へ譲った三種の神器は偽物であり本物の神器は自らが吉野に持ってきた物である」と主張し、自身が主宰する朝廷を開く（南北朝時代の開始）。 |
| 96    | 後醍醐天皇            | 憲良親王                    | 第七皇子    | 一世親王               | 延元4年8月15日（1339年9月18日）     | 南朝。天皇危篤につき譲位（翌日崩御）。 |
| (北2) | 光明天皇              | 皇太子興仁親王              | 甥          | 一世親王               | 貞和4年10月27日（1348年11月18日）   | 北朝。譲位による皇位継承。 |
| (北3) | 崇光天皇              | 後村上天皇                  | 9親等       | 一世親王               | 正平6年11月7日（1351年11月26日）    | 観応の擾乱により、北朝方の足利尊氏が南朝に降伏。北朝方は皇位・元号ともに廃止され、短期間の南北朝統一が達成される（正平一統）。 |
| (北3) | 崇光天皇              | 弥仁                        | 弟          | 一世王                 | 観応3年8月17日（1352年9月25日）     | 南朝方が北朝の上皇・皇太子を全員吉野地方へ拉致したため、正平一統は破綻する。北朝は南朝の追跡を逃れた弥仁を践祚される。この時、三種の神器が奪われ、院宣を出しうる上皇も不在であったため、広義門院（新帝の祖母）が緊急措置として治天の君となった。 |
| 97    | 後村上天皇            | 皇太子寛成親王              | 第一皇子    | 一世親王               | 正平23年3月11日（1368年3月29日）    | 南朝。史料の散逸によりこの時期の南朝史については不明点が多く、天皇崩御の日付は明らかであるが皇太子の践祚日は不明で、生前の譲位の可能性もある（立太子の有無についても諸説ある）。新帝の即位辞退についても長年疑義があり、大正14年（1925年）に政府見解で即位が認定された。 |
| (北4) | 後光厳天皇            | 皇太子緒仁親王              | 第一皇子    | 一世親王               | 応安4年3月23日（1371年4月9日）      | 北朝。譲位による皇位継承。 |
| (北5) | 後円融天皇            | 幹仁親王                    | 第一皇子    | 一世親王               | 弘和2年4月11日（1382年5月24日）     | 北朝。譲位による皇位継承。 |
| 98    | 長慶天皇              | 皇太子熙成親王              | 弟          | 一世親王               | 弘和3年冬（1383年）                 | 南朝。譲位による皇位継承。正確な日時は不明。 |
| 99    | 後亀山天皇            | 後小松天皇                  | 12親等      | 一世親王               | 明徳3年閏10月5日（1392年11月19日）  | 南朝内部で後亀山天皇の即位を機に和平派が大勢を占め、足利義満の仲介によって南北朝合一が実現（明徳の和約）。両者の間で「譲国の儀」を行い、後亀山天皇が後小松天皇に譲位する。 |
| 100   | 後小松天皇            | 実仁親王                    | 第一皇子    | 一世親王               | 応永19年8月29日（1412年10月5日）    | 譲位による皇位継承。明徳の和約による「両統迭立の復活」が反故にされたことにより反発した旧南朝勢力の一部は離反し、後南朝として武装反抗を行ってゆく（後南朝は勢力を盛り返すに至らず、自然消滅する）。 |
| 101   | 称光天皇              | 彦仁王                      | 8親等       | 三世王                 | 正長元年7月28日（1428年9月7日）     | 正長元年7月20日（1428年8月30日）に称光天皇が後継を定めないまま崩御。伏見宮家の彦仁王が後小松上皇の猶子となり、践祚した。 |
| 102   | 後花園天皇            | 成仁親王                    | 第一皇子    | 一世親王               | 寛正5年7月19日（1464年8月21日）     | 譲位による皇位継承。 |
| 103   | 後土御門天皇          | 勝仁親王                    | 第一皇子    | 一世親王               | 明応9年10月25日（1500年11月16日）   | 明応9年9月28日（1500年10月21日）に天皇崩御。 |
| 104   | 後柏原天皇            | 知仁親王                    | 第二皇子    | 一世親王               | 大永6年4月29日（1526年6月9日）      | 崩御による皇位継承。 |
| 105   | 後奈良天皇            | 方仁親王                    | 第一皇子    | 一世親王               | 弘治3年10月27日（1557年11月17日）   | 崩御による皇位継承。 |
| 106   | 正親町天皇            | 和仁親王                    | 孫          | 二世親王               | 天正14年11月7日（1586年12月17日）   | 譲位による皇位継承。 |
| 107   | 後陽成天皇            | 政仁親王                    | 第三皇子    | 一世親王               | 慶長16年3月27日（1611年5月9日）     | 譲位による皇位継承。 |
| 108   | 後水尾天皇            | 興子内親王                  | 第二皇女    | 一世内親王             | 寛永6年11月8日（1629年12月22日）    | 徳川幕府の朝廷への干渉に反発した天皇が興子内親王へ譲位。 |
| 109   | 明正天皇              | 紹仁親王                    | 弟          | 一世親王               | 寛永20年10月3日（1643年11月14日）   | 譲位による皇位継承。 |
| 110   | 後光明天皇            | 良仁親王                    | 弟          | 一世親王               | 承応3年11月28日（1655年1月5日）     | 承応3年9月20日（1654年10月30日）に天皇が崩御。皇位継承予定者の識仁親王が幼少であったため、繋ぎとして良仁親王が即位した。 |
| 111   | 後西天皇              | 識仁親王                    | 弟          | 一世親王               | 寛文3年1月26日（1663年3月5日）      | 譲位による皇位継承。 |
| 112   | 霊元天皇              | 皇太子朝仁親王              | 第五皇子    | 一世親王               | 貞享4年3月25日（1687年5月6日）      | 譲位による皇位継承。 |
| 113   | 東山天皇              | 皇太子慶仁親王              | 第五皇子    | 一世親王               | 宝永6年6月21日（1709年7月27日）     | 譲位による皇位継承。 |
| 114   | 中御門天皇            | 皇太子昭仁親王              | 第一皇子    | 一世親王               | 享保20年3月21日（1735年4月13日）    | 譲位による皇位継承。 |
| 115   | 桜町天皇              | 皇太子遐仁親王              | 第一皇子    | 一世親王               | 延享4年5月2日（1747年6月9日）       | 譲位による皇位継承。 |
| 116   | 桃園天皇              | 智子内親王                  | 姉          | 一世内親王             | 宝暦12年7月27日（1762年9月15日）    | 宝暦12年7月12日（1762年8月31日）に天皇が崩御。皇位継承予定者の英仁親王が幼少のため、智子内親王が代わって即位。 |
| 117   | 後桜町天皇            | 皇太子英仁親王              | 甥          | 一世親王               | 明和7年4月28日（1770年5月23日）     | 譲位による皇位継承。 |
| 118   | 後桃園天皇            | 兼仁王                      | 7親等       | 三世王                 | 安永8年11月25日（1780年1月1日）     | 安永8年11月9日（1779年12月16日）に天皇が崩御。継嗣がいなかったため、閑院宮家より兼仁王が後を継いだ。 |
| 119   | 光格天皇              | 恵仁親王                    | 第四皇子    | 一世親王               | 文化14年9月21日（1817年10月31日）   | 譲位による皇位継承。 |
| 120   | 仁孝天皇              | 皇太子統仁親王              | 第四皇子    | 一世親王               | 弘化3年2月13日（1846年3月10日）     | 崩御による皇位継承。 |
| 121   | 孝明天皇              | 睦仁親王                    | 第二皇子    | 一世親王               | 慶応3年正月9日（1867年2月13日）     | 崩御による皇位継承。 |
| 122   | 明治天皇              | 皇太子嘉仁親王              | 第三皇子    | 一世親王               | 明治45年/大正元年（1912年）7月30日  | 崩御による皇位継承。 （旧皇室典範第10条及び大日本帝国憲法第2条に基づく。） |
| 123   | 大正天皇              | 摂政宮皇太子裕仁親王        | 第一皇子    | 一世親王               | 大正15年/昭和元年（1926年）12月25日 | 崩御による皇位継承。 （旧皇室典範第10条及び大日本帝国憲法第2条に基づく。） |
| 124   | 昭和天皇              | 皇太子明仁親王              | 第一皇子    | 一世親王               | 昭和64年（1989年）1月7日            | 崩御による皇位継承。 （皇室典範第4条及び日本国憲法第2条に基づく。） |
| 125   | 上皇明仁              | 皇太子徳仁親王 （今上天皇） | 第一皇子    | 一世親王               | 令和元年（2019年）5月1日            | 平成31年（2019年）4月30日、第125代天皇が務めを果たすことが高齢につき困難になったこと（「象徴としてのお務めについての天皇陛下のおことば」の表明）を理由に退位。これを受けて第126代天皇即位。 譲位による皇位継承。 （天皇の退位等に関する皇室典範特例法及び日本国憲法第2条に基づく。） |

## 各回の皇位継承の儀式一覧、異同など

### 昭和皇位継承時
| 儀式名                                                                                             | 日時                              | 場所                | 備考 |
| -------------------------------------------------------------------------------------------------- | --------------------------------- | ------------------- | --- |
| 劍璽渡御ノ儀 賢所ノ儀 皇靈殿、神殿ニ奉吿ノ儀 踐祚後朝見ノ儀                                        | 大正15年（1926年）12月25日3時15分 | 葉山御用邸 宮中三殿 | 1時25分、大正天皇が療養中の葉山御用邸にて崩御。直ちに皇太子裕仁親王が践祚し、御用邸内の謁見室において践祚礼が行われた。同時刻、賢所にて掌典らによって八咫鏡への奉告が行われた。 |
| 賢所ニ期日奉吿ノ儀 皇靈殿、神殿ニ期日奉吿ノ儀                                                      | 昭和3年（1928年）1月17日          | 宮中三殿            | 大正天皇の大喪が明けた後、即位礼の日時を決定、奉告した。 |
| 神宮、神武天皇山陵竝前帝󠄁四代山陵ニ勅使發遣ノ儀 神宮ニ奉幣ノ儀 神武天皇山陵竝前帝󠄁四代山陵ニ奉幣ノ儀 | 1月17日 1月19日                   |                     | 同じく即位礼の日時決定を、伊勢神宮、神武天皇陵、仁孝天皇陵、孝明天皇陵、明治天皇陵、大正天皇陵にそれぞれ奉告するため、勅使を発遣した。その後、19日に各所で勅使による奉告が行われた。 |
| 齋田點定ノ儀                                                                                       | 1月17日                           | 神殿                | 亀卜により、この時の悠紀は滋賀県、主基は福岡県と定められた。 |
| 京都ニ行幸ノ儀 賢所春興殿ニ渡御ノ儀                                                                | 11月6日                           |                     | 八咫鏡が即位礼に合わせて京都へ移動するにあたり、御羽車に載せられて出御。この時天皇・皇后は内庭に出て拝礼した（庭上下御）。その後、天皇、皇后は天叢雲剣、八尺瓊勾玉とともにお召し列車に乗車、鏡も賢所乗御車に納められて東京駅を出発、名古屋で一泊したのち7日14時に京都駅へ到着。鏡は15時30分に京都御所内の春興殿に渡御した。渡御に際して改めて祭典が行われた。 |
| 卽位禮當日、賢所大前ノ儀 卽位禮當日、皇靈殿、神殿ニ奉吿ノ儀                                        | 11月10日9時                       | 春興殿              | 天皇自ら、同日の即位を八咫鏡に奉告した。 |
| 卽位禮當日、紫宸殿ノ儀                                                                             | 午後                              | 紫宸殿              | 天皇が即位を宣言した。 |
| 卽位禮後一日、賢所御神樂ノ儀                                                                       | 11月11日午後                      | 紫宸殿              | 春興殿にて神楽が奉納された。 |
| 御禊、大祓                                                                                         | 11月12日                          |                     | 大嘗祭2日前にあたり、天皇、奉仕の職員、供進物を祓い清めた。 |
| 神宮、皇靈殿、神殿竝官國幣社ニ勅使發遣ノ儀                                                         | 11月12日                          |                     | |
| 大嘗祭前一日、鎭魂ノ儀                                                                             | 11月13日                          |                     | |
| 大嘗祭（大嘗宮ノ儀）                                                                               | 11月14日-15日                     | 仙洞御所            | 。 |
| 卽位禮及大嘗祭後大饗第一日ノ儀 卽位禮及大嘗祭後大饗第二日ノ儀 卽位禮及大嘗祭後大饗夜宴ノ儀         |                                   |                     | |
| 卽位禮及大嘗祭後神宮ニ親謁ノ儀 卽位禮及大嘗祭後神武天皇山陵竝前帝󠄁四代山陵ニ親謁ノ儀                |                                   |                     | 天皇自ら、即位を奉告した。 - 伊勢神宮 - 20日（外宮）、21日（内宮） - 神武天皇陵 - 23日 - 仁孝天皇 - 24日 - 孝明天皇 - 24日 - 明治天皇 - 25日 - 大正天皇 - 29日（東京還幸後） |
| 東京ニ還御ノ儀 賢所溫明殿ニ還御ノ儀 東京還幸後、賢所御神樂ノ儀 還幸後、皇靈殿、神殿ニ親謁ノ儀      |                                   |                     | 天皇、皇后、神器は26日に京都府発、名古屋市で1泊の後27日に東京都に還御。ただちに賢所において八咫鏡の還御の儀が行われ、天皇の拝礼後、御神楽が深夜まで奉納された。 |

### 平成皇位継承時
| 儀式名                                                                  | 日時                                     | 場所                   | 備考 |
| ----------------------------------------------------------------------- | ---------------------------------------- | ---------------------- | --- |
| 剣璽等承継の儀                                                          | 昭和64年（1989年） 1月7日10時            | 皇居正殿松の間         | 昭和64年（1989年）1月7日午前6時33分、昭和天皇が崩御。これを受けて、皇太子明仁親王が践祚した。 |
| 賢所の儀                                                                | 10時                                     | 皇居宮中三殿           | 掌典長が八咫鏡に代拝、御告文を奏した。なお、前例により、翌8日、9日にもそれぞれ同儀が繰り返された（御告文はなし）。 |
| 皇霊殿神殿に奉告の儀                                                    | 10時                                     | 皇居宮中三殿           | 賢所に準じて行われた。なお、前例により、翌8日、9日にもそれぞれ同儀が繰り返された（御告文はなし）。 |
| 即位後朝見の儀                                                          | 平成元年（1989年） 1月9日11時            | 皇居正殿松の間         | [ 33 ] |
| 賢所に期日奉告の儀 皇霊殿神殿に期日奉告の儀                             | 平成2年（1990年） 1月23日11時            | 皇居宮中三殿           | 天皇自ら御告文で即位礼および大嘗祭の期日を奉告した。 |
| 神宮神武天皇山陵及び前四代の天皇山陵に勅使発遣の儀                      | 14時                                     | 皇居正殿竹の間         | [ 35 ] |
| 神宮に奉幣の儀                                                          | 1月25日7時 14時                          | 神宮外宮 神宮内宮      | [ 36 ] |
| 神武天皇山陵に奉幣の儀                                                  | 1月25日9時45分                           | 神武天皇陵             | [ 37 ] |
| 昭和天皇山陵に奉幣の儀                                                  | 9時45分                                  | 昭和天皇陵             | [ 38 ] |
| 孝明天皇山陵に奉幣の儀                                                  | 9時45分                                  | 孝明天皇陵             | [ 38 ] |
| 明治天皇山陵に奉幣の儀                                                  | 13時45分                                 | 明治天皇陵             | [ 39 ] |
| 大正天皇山陵に奉幣の儀                                                  | 13時45分                                 | 大正天皇陵             | [ 39 ] |
| 斎田点定の儀                                                            | 2月8日10時                               | 神殿前斎庭             | 今回、大嘗祭を前回までの京都から東京に変更されたため、東日本と西日本の境界線も変更、新潟、長野、静岡の3県を含む東側18都道県を東日本、それより西29府県を西日本として扱った。また、祭具の入手が困難であったため方法の変更も検討されたが、最終的に先例にのっとった方法で行われた。亀卜の結果、悠紀国は秋田県、主基国は大分県となった。 |
| 大嘗宮地鎮祭                                                            | 8月2日10時                               | 皇居東御苑             | 大嘗祭を新たに東京都で行うにあたり、大嘗宮造営地を皇居東御苑（江戸城本丸御殿跡地）に決定。造営に先立ち、樹木数本を移植、整地を行った。 |
| 斎田抜穂前一日大祓                                                      | 9月27日15時（悠紀） 10月9日15時（主基）  | 斎田付近の河川敷       | [ 42 ] |
| 斎田抜穂の儀                                                            | 9月28日10時（悠紀） 10月10日10時（主基） | 斎田                   | 今回は斎田の決定が遅れたため、一部の施設は天幕張りとせざるを得なかった。また、大分県の稲の収穫は通常10月下旬であったが、この年は大嘗祭に供する都合上、時期を繰り上げて耕作を行った。 |
| 悠紀主基両地方新穀供納                                                  | 10月25日9時20分                          | 大嘗宮斎庫             | 斎庫は他の施設よりも先に完成させた。 |
| 即位礼当日賢所大前の儀                                                  | 11月12日9時                              | 皇居宮中三殿           | 場所が先例（京都御所）と異なることを勘案し、庭上奉仕者を省いた。 |
| 即位礼当日皇霊殿神殿に奉告の儀                                          | 9時                                      | 皇居宮中三殿           | 先例では天皇は京都にいるため、勅使が御祭文を奏上していたが、今回は天皇自らこれを行った。 |
| 即位礼正殿の儀                                                          | 13時                                     | 皇居正殿松の間         | 先例の京都御所紫宸殿とは構造が異なるため、以下の変更等が行われた。 - 天皇・皇族の出御および還御の動線が変更された。 - 高御座および御帳台を近接させたため、左右の階段が外された。 - 正殿前庭に装飾及び参列者が入りきらないため、前庭に面する春秋の間、豊明殿の中に座席を増設した。 |
| 祝賀御列の儀                                                            |                                          | 皇居-赤坂御所          | 新たに設けられた儀式。この時期、天皇・皇后は即位前の東宮御所（赤坂御用地内、即位後は「赤坂御所」）に引き続き居住しており、執務などのたびに皇居との間を往復していた。この即位礼以降も一旦赤坂御所へ戻ることになっており、多くの国民が奉祝・見送りに道中に現れることが想定されたため、単なる移動でなく、パレード形式での移動とすることとした。このため、経路を通常の往復時と変更させたうえで、皇太子や内閣総理大臣などを含む大規模な車列を組み、通常の車列よりも低速度で移動した。結果、奉祝者は約12万人に上った。また、東京都は沿道および中央分離帯に菊花1万株を植えた。 |
| 即位礼後一日賢所御神楽の儀 → 実施せず                                   |                                          |                        | 即位による臨時の御神楽であったが、先例を検討した結果、八咫鏡が東京から京都へ渡御したことに伴う儀式であったため、今回は渡御は行われていないことにより、本儀は行われないこととなった。 |
| 饗宴の儀                                                                | 11月12日より                             | 皇居正殿               | 従来、即位礼に伴う宴は大嘗祭の後に「大饗の儀」行われていたが、今回は即位礼から大嘗祭までの期間が10日と長く、即位礼に列席した各国要人は大嘗祭前に帰国してしまうため（昭和大礼時は即位礼から大嘗祭まで4日で、外国要人はその間、京都滋賀周辺で政府のもてなしを受けていた）、引き続き行われる大饗の儀とは別に、新たに設けられた。計7回。 |
| 外国国王王族との会見                                                    | 11月13日10時                             | 赤坂御用地内           | 天皇・皇后および一部皇族が赤坂御所鶴の間において、国王およびその配偶者と挨拶、次いで桧の間で歓談した。同時刻、皇太子徳仁親王および一部皇族が東宮仮御所西の間において、その他の王族と挨拶、歓談した。 |
| 園遊会                                                                  | 14時30分                                 | 赤坂御苑               | 祝賀使節を招いて行われた。 |
| 内閣総理大臣夫妻主催晩餐会                                              | 18時                                     | 都内ホテル             | 海部俊樹内閣総理大臣夫妻の主催による晩餐会が行われた（天皇・皇后ほか皇族は出席せず）。 |
| 神宮に勅使発遣の儀                                                      | 11月16日10時                             | 皇居宮殿竹の間         | [ 57 ] |
| 一般参賀                                                                | 11月18日                                 | 宮殿東庭               | 午前3回、午後5回。参賀者は、皇宮警察発表で10万9800人。 |
| 大嘗祭前二日御禊                                                        | 11月20日14時                             | 宮殿竹の間             | [ 59 ] |
| 大嘗祭前二日大祓                                                        | 15時                                     | 皇居二重橋鉄橋付近     | 通常の大祓は神嘉殿前庭で6月30日と12月31日に行われているが、先例を考慮の上で場所が選ばれた。 |
| 大嘗祭前一日大嘗宮地鎮祭                                                | 11月21日14時                             | 大嘗宮                 | [ 61 ] |
| 大嘗祭前一日鎮魂の儀                                                    | 17時                                     | 綾綺殿（宮中三殿構内） | [ 62 ] |
| 大嘗祭当日神宮に奉幣の儀                                                | 11月22日7時30分 14時                     | 神宮外宮 神宮内宮      | |
| 大嘗祭当日賢所大御饌供進の儀 大嘗祭当日皇霊殿神殿に奉告の儀             | 9時45分                                  | 宮中三殿               | [ 63 ] |
| 大嘗宮の儀                                                              | 22日夕-23日未明                          | 大嘗宮                 | |
| 大嘗祭後一日大嘗宮鎮祭                                                  | 11月24日8時30分                          | 大嘗宮                 | [ 64 ] |
| 大饗の儀                                                                | 11月24日、25日                           | 皇居豊明殿             | [ 65 ] |
| 即位礼及び大嘗祭後神宮に親謁の儀                                        | 11月27日10時30日 28日10時                | 神宮外宮 神宮内宮      | 天皇、皇后は11月26日に伊勢へ行幸した。 |
| 即位礼及び大嘗祭後神武天皇山陵に親謁の儀                                | 12月2日10時50分                          | 神武天皇陵             | |
| 即位礼及び大嘗祭後孝明天皇山陵に親謁の儀                                | 14時10分                                 | 孝明天皇陵             | |
| 即位礼及び大嘗祭後明治天皇山陵に親謁の儀                                | 12月3日10時30分                          | 明治天皇陵             | |
| 茶会                                                                    | 14時                                     | 京都御所               | 京都での即位礼斎行への要望が多かったことから、天皇・皇后の京都滞在中にあわせて行われた。 |
| 即位礼及び大嘗祭後昭和天皇山陵に親謁の儀                                | 12月5日11時                              | 昭和天皇陵             | |
| 即位礼及び大嘗祭後大正天皇山陵に親謁の儀                                | 11時40分                                 | 大正天皇陵             | |
| 即位礼及び大嘗祭後賢所に親謁の儀 即位礼及び大嘗祭後皇霊殿神殿に親謁の儀 | 12月6日10時                              | 皇居宮中三殿           | |
| 即位礼及び大嘗祭後賢所御神楽の儀                                        | 16時30分                                 | 皇居宮中三殿           | |
| 大嘗祭後大嘗宮地鎮祭                                                    | 平成3年（1991年） 2月14日10時            | 大嘗祭址               | なお、大嘗宮は1990年11月29日から12月16日まで一般の参観を許可したのち、壊却、古材は適宜処理された（先例では鴨川河原にすべて運んで奉焼していたが、現行法規ではできないため一部の主要部分の材木を選び、2月4日に奉焼した）。 |

### 令和皇位継承時
今次の125回目にあたる皇位継承は、光格天皇から仁孝天皇への皇位継承以来約200年ぶりに、譲位によって行われたものである。
| 儀式名                                                                  | 日時                              | 場所                   | 備考 |
| ----------------------------------------------------------------------- | --------------------------------- | ---------------------- | --- |
| 退位礼正殿の儀                                                          | 平成31年（2019年） 4月30日17時    | 皇居正殿松の間         | 第125代天皇 明仁 による象徴としてのお務めについての天皇陛下のおことばの表明及び天皇の退位等に関する皇室典範特例法施行により、天皇が生前に皇位を退く（譲位）にあたり行われた。 |
| 剣璽等承継の儀                                                          | 令和元年（2019年） 5月1日10時30分 | 皇居正殿松の間         | 同日の午前0時をもって皇太子徳仁親王が践祚して第126代天皇に即位、元号法に基づき「平成」から「令和」への改元がなされた。 退位（譲位）した前天皇明仁は上皇となった。             |
| 賢所の儀 皇霊殿神殿に奉告の儀                                           | 10時30分                          | 皇居宮中三殿           | |
| 即位後朝見の儀                                                          | 11時10分                          | 皇居正殿松の間         | |
| 一般参賀                                                                | 5月4日                            | 宮殿東庭               | 午前2回、午後4回。当初は先例に遵い即位礼の後に行われる予定であったが、今回は諒闇がなかったことから、時期を繰り上げて皇位継承の直後に行われた。                                |
| 賢所に期日奉告の儀 皇霊殿神殿に期日奉告の儀                             | 5月8日                            | 皇居宮中三殿           | |
| 神宮神武天皇山陵及び昭和天皇以前四代の天皇山陵に勅使発遣の儀            | 5月8日                            | 皇居宮殿竹の間         | |
| 神宮に奉幣の儀 神武天皇山陵及び昭和天皇以前四代の天皇山陵に奉幣の儀     | 5月10日                           |                        | |
| 斎田点定の儀                                                            | 5月13日                           | 神殿前斎庭             | 亀卜の結果、悠紀国は栃木県、主基国は京都府となった。 |
| 大嘗宮地鎮祭                                                            | 7月26日                           | 皇居東御苑             | |
| 即位礼当日賢所大前の儀 即位礼当日皇霊殿神殿に奉告の儀                   | 10月22日9時                       | 皇居宮中三殿           | |
| 即位礼正殿の儀                                                          | 13時                              | 皇居正殿松の間         | |
| 祝賀御列の儀→ 延期                                                      | 15時30分                          | 皇居-赤坂御所          | 令和元年東日本台風（台風19号）による災害に伴い、被災地での対応を優先するため、11月10日に延期された。                                                                          |
| 饗宴の儀                                                                | 10月22日、25日、29日、31日        | 皇居                   | 立食形式を取り入れる等により、計4回に減じた。 |
| 外国国王王族との会見                                                    | 10月23日                          | 赤坂御所               | 前回と比べて皇族の人数が減少したため、国王夫妻の接遇とその他王族の接遇を分離せず、まとめて接遇した。                                                                          |
| 内閣総理大臣夫妻主催晩餐会                                              | 10月23日18時                      | 都内ホテル             | 安倍晋三内閣総理大臣夫妻の主催による晩餐会が行われた（天皇・皇后ほか皇族は出席せず）。                                                                                        |
| 神宮に勅使発遣の儀                                                      | 11月8日                           | 皇居宮殿竹の間         | |
| 国民祭典                                                                | 11月9日                           | 皇居前広場             | 民間行事。天皇・皇后が皇居正門より出御した。 |
| 祝賀御列の儀                                                            | 11月10日15時                      | 皇居-赤坂御所          | |
| 大嘗祭前二日御禊                                                        | 11月12日14時                      | 宮殿竹の間             | |
| 大嘗祭前二日大祓                                                        | 15時                              | 皇居二重橋鉄橋付近     | 皇族を代表して正仁親王が列席した。 |
| 大嘗祭前一日大嘗宮地鎮祭                                                | 11月13日14時                      | 大嘗宮                 | |
| 大嘗祭前一日鎮魂の儀                                                    | 17時                              | 綾綺殿（宮中三殿構内） | |
| 大嘗祭当日神宮に奉幣の儀                                                | 11月14日7時30分 14時              | 神宮外宮 神宮内宮      | |
| 大嘗祭当日賢所大御饌供進の儀 大嘗祭当日皇霊殿神殿に奉告の儀             | 9時45分                           | 宮中三殿               | |
| 大嘗宮の儀                                                              | 14日夕-15日未明                   | 大嘗宮                 | |
| 大嘗祭後一日大嘗宮鎮祭                                                  | 11月16日8時30分                   | 大嘗宮                 | |
| 大饗の儀                                                                | 11月16日、18日                    | 皇居豊明殿             | |
| 即位礼及び大嘗祭後神宮に親謁の儀                                        | 11月22日10時30分 23日10時         | 神宮外宮 神宮内宮      | |
| 即位礼及び大嘗祭後神武天皇山陵に親謁の儀                                | 11月27日10時50分                  | 神武天皇陵             | |
| 即位礼及び大嘗祭後孝明天皇山陵に親謁の儀                                | 14時10分                          | 孝明天皇陵             | |
| 即位礼及び大嘗祭後明治天皇山陵に親謁の儀                                | 11月28日10時30分                  | 明治天皇陵             | |
| 茶会                                                                    | 14時                              | 京都御所               | |
| 即位礼及び大嘗祭後昭和天皇山陵に親謁の儀                                | 12月3日                           | 昭和天皇陵             | |
| 即位礼及び大嘗祭後大正天皇山陵に親謁の儀                                | 12月3日                           | 大正天皇陵             | |
| 即位礼及び大嘗祭後賢所に親謁の儀 即位礼及び大嘗祭後皇霊殿神殿に親謁の儀 | 12月4日                           | 皇居宮中三殿           | |
| 即位礼及び大嘗祭後賢所御神楽の儀                                        | 12月4日                           | 皇居宮中三殿           | |
| 大嘗祭後大嘗宮地鎮祭                                                    | 令和2年（2020年） 2月28日         | 大嘗宮址               | |